# まんがはじめて物語
『まんがはじめて物語』（まんがはじめてものがたり）とは、1978年5月6日から1984年3月31日までTBSテレビにて放送された子供向けの教養番組である。全305回。

## 概要
子供たちに身近な物事の起源や歴史といった「はじめて」をドラマ仕立てで紹介する、娯楽要素を盛り込んだ番組である。最大の特徴として、実写映像とアニメの2つの表現方法を混用していた点が挙げられる。物語の導入部と結末はフィルムカメラにより収録され、核となる時間旅行シーンはアニメで表現されていた。実写とアニメの切り替え時のセリフは「クルクルバビンチョ パペッピポ ヒヤヒヤドキッチョの モーグタン」で、アニメパートになると「モグタン、ここはどこ?」「紀元前○○○○年のエジプトだよー」と場面設定説明が入るという、子供にも分かりやすい展開を用いていた。
1回の放送時間は実質25分ほどであり、その内訳はオープニング曲、本編1、本編2、エンディング曲、ぼくの絵・わたしの絵コーナー、次回予告と続いていた。毎回2つの事柄について取り上げていたが、まれに本編1、本編2を通して1つの事柄を扱う回もあった。このように放送形式は通常のテレビアニメに沿っており、単にアニメ番組として扱われることも多い。
一時期スポンサーが東急グループだったこともあり、実写パートでは東京急行の電車や東急百貨店の店内・紙袋・包装紙、東急ストアの店内などが頻繁に登場していた。
実写とアニメの併用という珍しい表現方法、子供の知的好奇心をくすぐる内容が支持され、放送期間中に厚生省中央児童福祉審議会推薦番組に認定、文化庁こども向けテレビ用優秀映画賞を受賞した。さらに『新まんがなるほど物語』が放送された1988年にはシリーズ全体でATP長寿番組賞を受賞するなど、優秀な子供向け教養番組として高い評価を受けた。番組最高視聴率は、ビデオリサーチ調べでは1978年12月23日放送分の28.5%、ニールセン調べでは、1979年1月6日放送分の25.3%である（いずれも関東地区）。
番組の終了後も、タイトルと出演者を変更した後継番組が1991年まで放送された。さらに2001年には単発スペシャル番組『21世紀まんがはじめて物語』が放送された。この一連の作品をまんがはじめて物語シリーズなどと呼ぶことがある。TBS製作のテレビアニメとしては最も長く放送された作品であるが、TBS系列全体で最も放送期間が長いのは毎日放送（MBS）製作で開始時にはNET系列で放送された『まんが日本昔ばなし』である。
放送終了後、放送番組センターが本番組を「まんがおもしろタイムトンネル」と改題して、独立局をはじめ各地の局に配給していたことがあった。このバージョンでは、本放送時にはあった、オープニング冒頭の主題歌をバックにしたタイトルコールが削除されていた。また、15分番組として再編成されており、エンディングや次回予告、2パートにまたがる長編エピソードの放送は行われていない。岡まゆみ出演分のオープニング曲は「不思議な旅」と「?謎なぞアイランド」が起用され、番組タイトル変更なしで放送され番組最後にはその回を担当した脚本家と監督の名前が5秒ほど表示された。

## 登場キャラクター
モグタン
声 - 津賀有子
時間旅行をはじめ、超能力とも魔法とも取れる不思議な能力を使うピンク色の生き物。番組中ではお姉さんとともに時間旅行をし、地名や歴史上の人物などの情報を教える役割を務めていた。実写登場中は、毎回のテーマを表すペンダントを付けている。番組内の登場人物には豚に似ているなどとからかわれたりしていたが、モグタン自身は種類にとらわれずに「ぼくはモグタンだ」と主張していた。実際には悪夢を食べるとされる架空の動物・獏をモチーフにしたものであるが、外見は実在の動物であるバクに近い（放送開始日当日の朝日新聞朝刊のテレビ面には「赤バク人形のモグタン」と書かれている）。割と毒舌である。実写シーンでは人形劇のぬいぐるみの姿で登場し、場面転換時などには「バビンチョ!｣という。
後番組である『まんがどうして物語』に一度ゲスト出演し、そこのキャラクター・ロクベエから「先輩」と呼ばれた。
うつみ宮土理
初代お姉さん。時折モグタンを殴ったりと荒っぽい面もあった。肝臓の病気の治療のために、第19話で急遽降板した。
岡まゆみ
2代目お姉さん。第20話から第305話（最終回）まで出演。岡の当たり役となった。
2人とも何かにつけて「はじめて」を知りたがり、モグタンやロングおじさんにさまざまな質問をするという非常に好奇心旺盛な性格。
ロングおじさん(吉村光夫)
その名調子で詳細な解説を担当。番組中ではモグタンやお姉さんと会話を行うなど、単なるナレーターに留まらず1人の登場人物として扱われていた。本編ではナレーションに専念し、本編で姿を見せることはめったになかったが、番組の終わりに放送されていた「もぐたん質問箱」「ぼくの絵・わたしの絵コーナー」などではひんぱんに画面に登場し、主にモグタンやお姉さんの似顔絵を紹介していたコーナーで、鉄道ファンの吉村は番組に送られてきた電車のイラストも頻繁に採用していた。
ロングおじさんという名前は役名ではなく、吉村本人の愛称である。
ロボット
声 - 不明
81年から82年頃にアニメパートに登場。「スピード」の話題になると突然と現れて乗り物や動物の移動速度の数値を計測しモグタンやお姉さんに報告する役回りだった。
このほか、アニメパートでは劇団NLTの役者たちがゲストキャラの声を担当した。

## 放送局
ローカルセールス枠での放送だった為、大半の地域では遅れネットもしくは未放送となっており、以下に記されているネット局も大半が一時期のみの放送だった。
| 放送期間 | 放送時間                                                                | 放送局       | 対象地域      | 備考                 |
| --- | ----------------------------------------------------------------------- | ------------ | ------------- | -------------------- |
| 1978年5月6日 - 1984年3月31日                                                                                   | 土曜 17:30 - 18:00                                                      | 東京放送     | 関東広域圏    | 製作局 現：TBSテレビ |
| 1978年7月1日 - 1979年12月29日 1980年1月5日 - 1982年3月27日 1982年4月3日 - 1984年3月31日 1984年4月7日 - 4月28日 | 土曜 12:30 - 13:00 土曜 17:00 - 17:30 土曜 7:15 - 7:45 土曜 7:00 - 7:30 | 北海道放送   | 北海道        | [ 3 ]                |
| 1978年時点 | 17:00 - 17:30                                                           | 山形放送     | 山形県        | [ 4 ]                |
| 1978年12月21日（初） 1979年 - 1980年頃 1984年3月23日（終）                                                     | 木曜 17:25 - 17:55 金曜 17:25 - 17:55 金曜 16:55 - 17:25                | 南日本放送   | 鹿児島県      | [ 5 ]                |
| 1979年4月15日 - - 1984年                                                                                       | 日曜 9:30 - 10:00 木曜 19:00 - 19:30                                    | 静岡放送     | 静岡県        | [ 注 4 ]             |
| - 1980年4月5日                                                                                                 | 土曜 7:30 - 8:00                                                        | 富山テレビ   | 富山県        | [ 注 5 ]             |
| 1980年頃 | 月曜 17:00 - 17:30                                                      | 岩手放送     | 岩手県        | 現：IBC岩手放送 /    |
| 1980年10月頃 1981年頃                                                                                          | 日曜 10:30 - 11:00 土曜 17:30 - 18:00                                   | 新潟放送     | 新潟県        | [ 注 7 ]             |
| 1981年頃 | 水曜 17:30 - 18:00                                                      | 青森テレビ   | 青森県        | [ 注 8 ]             |
| | 金曜 17:20 - 17:50                                                      | 福島テレビ   | 福島県        |                      |
| | 日曜 9:30 - 10:00                                                       | 中部日本放送 | 中京広域圏    | 現：CBCテレビ        |
| | 土曜 7:00 - 7:30                                                        | 山陽放送     | 岡山県 香川県 | 現：RSK山陽放送      |
| | 土曜 6:25 - 6:55                                                        | テレビ山口   | 山口県        |                      |
| | 土曜 10:30 - 11:00                                                      | テレビ高知   | 高知県        |                      |
| | 木曜 17:20 - 17:50                                                      | 長崎放送     | 長崎県        |                      |
| | 月曜 17:00 - 17:30                                                      | 熊本放送     | 熊本県        |                      |
| | 土曜 7:00 - 7:30                                                        | 琉球放送     | 沖縄県        | [ 注 11 ]            |

- この他、中国放送（RCC）などのように、夏休み期間の朝10時台に集中放送を行っていた局もある。

## スタッフ
- 音楽：伊部晴美
- 演奏：猪俣猛とダックスフント
- 声の出演：柳沢紀男、山本廉、木村有里、平松慎吾、中村万里、川端慎二、大田黒武生、長沢大、青木和代、直木悠、沼崎悠、小島孝夫、市東昭秀、真弓田一夫、叶年央、江藤純一、西村寿規、館野玲、山田登是、小柳昭、高橋美恵子、川島一平、鈴木敏彦、永田博丈、信沢三恵子、神田盟子、岩田博行、阿知波悟美、高橋なづき、伊東しず子、なかはら五月、竹崎真理、板倉けい子、劇団NLT
- 人形：原田克彦、木村悦子、稲浦晶子（以上、のぞみプロ）
- 実写撮影：尾関良次、須藤昭栄、熊田英明
- アニメーション撮影：ティ・ニシムラ、須崎博志、小林篤子、岡芹利明、笹原純、田村忠久、加藤章彦、黒木貫司
- 照明：佐藤堯
- 美術：窪田忠雄
- メインキャラクター：松崎一、又野龍也
- 編集：近藤光雄、岡田三知夫、佐藤公義、倉持清治、雑賀道子、角井綾子
- ネガ編集：阿良木プロモーション
- 選曲：白井多美雄
- 録音：T・E・S・S
- メーク：相田光枝
- 現像：東洋現像所
- 衣装協力：東急百貨店
- 担当プロデューサー：佐藤哲
- プロデューサー：丹野雄二、永井憲二（ダックスインターナショナル）、鈴野尚志、井上博[注 12]（TBS）
- 制作協力：童話舎
- 製作：ダックスインターナショナル、TBS

## 主題歌

### オープニング
「不思議な旅」（第1話 - 第74話）
作詞・作曲 - 森雪之丞 / 編曲 - 小六禮次郎 / 歌 - うつみ宮土理、津賀有子（東芝EMI(現:ユニバーサル ミュージック合同会社)）
「未知へのロマン」（第75話 - 第177話）
作詞 - 森雪之丞 / 作曲 - 都倉俊一 / 編曲 - 田辺信一 / 歌 - 1980チューインガム・カンパニー（SMSレコード(現：バンダイナムコミュージックライブ)）
「?（ハテナ）謎なぞアイランド」（第178話 - 第253話）
作詞 - 吉岡治 / 作曲・編曲 - 寺島尚彦 / 歌 - 岡まゆみ（ビクター音楽産業(現：JVCケンウッド・ビクターエンタテインメント)）
「IMAGINATION EXPRESS <夢急行>」（第254話 - 第305話）
作詞・作曲 - GUNPHER BEHRLE / 訳詞 - さがらよしあき / 編曲 - 飛澤宏元 / コーラスアレンジ - 古田喜昭 / 歌 - Sugar（フォーライフ・レコード）

### エンディング
「名物!モグタン音頭」（第1話 - 第74話）
作詞・作曲 - 森雪之丞 / 編曲 - 小六禮次郎 / 歌 - うつみ宮土理、津賀有子（東芝レコード）
「恋におちたら」（第75話 - 第177話）
作詞 - 森雪之丞 / 作曲 - 都倉俊一 / 編曲 - 田辺信一 / 歌 - 1980チューインガム・カンパニー（SMSレコード）
「モグタン・マーチ」（第178話 - 第253話）
作詞 - 吉岡治 / 作曲・編曲 - 寺島尚彦 / 歌 - 津賀有子（ビクターレコード）
「タマゴ」（第254話 - 第305話）
作詞・作曲 - 松田隆宏 / 編曲 - 飛澤宏元 / コーラスアレンジ - 古田喜昭 / 歌 - Sugar（フォーライフ・レコード）

## 各話リスト
原則としては1回で2本放送。
| 回  | 放送日        | サブタイトル                                                         | 脚本                                                | 演出                                                | 監督                                                |
| --- | ------------- | -------------------------------------------------------------------- | --------------------------------------------------- | --------------------------------------------------- | --------------------------------------------------- |
| 1   | 1978年 5月6日 | 汽笛一声新橋を… 鉄道                                                 | 首藤剛志                                            | 又野龍也                                            | 曽我仁彦                                            |
| 1   | 1978年 5月6日 | モシモシこちら電線マン 電話                                          | 松岡志奈                                            | 鷹麗ひさし                                          | 野崎貞夫                                            |
| 2   | 5月13日       | 水よ走れ 水道                                                        | 首藤剛志                                            | 鷹麗ひさし                                          | 曽我仁彦                                            |
| 2   | 5月13日       | 飛びました!高度70メートル 飛行機                                     | 久保田圭司                                          | 秦泉寺博                                            | 葉方丹                                              |
| 3   | 5月20日       | 明治のスーパーカー 自動車                                            | 久保田圭司                                          | 秦泉寺博                                            | 葉方丹                                              |
| 3   | 5月20日       | 切手をお忘れなく 郵便                                                | 松岡志奈                                            | 伊藤幸松                                            | 野崎貞夫                                            |
| 4   | 5月27日       | 魂を盗む魔法 写真                                                    | 首藤剛志                                            | 四辻たかお                                          | 土屋啓之助                                          |
| 4   | 5月27日       | ホタルもびっくり! 電灯                                               | 市川忠造                                            | 秦泉寺博                                            | 葉方丹                                              |
| 5   | 6月3日        | チンチン電車のお通りだい 路面電車                                    | 木間瀬恵                                            | 山内直子                                            | 野崎貞夫                                            |
| 5   | 6月3日        | ガタクリ車でサイクリング 自転車                                      | 伊藤三平                                            | 飯山嘉昌                                            | 曽我仁彦                                            |
| 6   | 6月10日       | ドキッ?!黒船が来た! 船                                               | 久保田圭司                                          | 光山勝治                                            | 曽我仁彦                                            |
| 6   | 6月10日       | ひと月たりないカレンダー 暦                                          | 松岡志奈                                            | 又野龍也                                            | 野崎貞夫                                            |
| 7   | 6月17日       | 羽織はかまでホームラン 野球                                          | 木間瀬恵                                            | 秦泉寺博                                            | 曽我仁彦                                            |
| 7   | 6月17日       | 牛を食べて牛になったお話 洋食                                        | 松岡志奈                                            | 伊藤幸松                                            | 曽我仁彦                                            |
| 8   | 6月24日       | 花のお江戸の119番 消防                                               | 首藤剛志                                            | 春名繁                                              | 野崎貞夫                                            |
| 8   | 6月24日       | 声はすれども姿は見えず ラジオ                                        | 久保田圭司                                          | 又野龍也                                            | 土屋啓之助                                          |
| 9   | 7月1日        | 走れSL全員集合! 蒸気機関車                                           | 首藤剛志                                            | 鷹麗ひさし                                          | 土屋啓之助                                          |
| 9   | 7月1日        | かわら版だよ!事件だよ 新聞                                           | 市川忠造                                            | 四辻たかお                                          | 野崎貞夫                                            |
| 10  | 7月8日        | カラスもびっくり空中散歩 飛行船                                      | 久保田圭司                                          | 四辻たかお                                          | 野崎貞夫                                            |
| 10  | 7月8日        | アンタが主役!活動大写真 映画                                         | 松岡志奈                                            | 鷹麗ひさし                                          | 葉方丹                                              |
| 11  | 7月15日       | ゴキブリから恐竜まで 動物園                                          | 首藤剛志                                            | 福原悠一                                            | 曽我仁彦                                            |
| 11  | 7月15日       | トップモードはつり鐘スカート 洋服                                    | 宮崎真由美                                          | 木村一郎                                            | 葉方丹                                              |
| 12  | 7月22日       | よく遊び、よく学べ 学校                                              | 首藤剛志                                            | 四辻たかお                                          | 野崎貞夫                                            |
| 12  | 7月22日       | お宝あずけます 銀行                                                  | 首藤剛志                                            | 井内秀治                                            | 野崎貞夫                                            |
| 13  | 7月29日       | どこまでいってもトンネルだ! 地下鉄                                   | 市川忠造                                            | 不和八芳                                            | 野崎貞夫                                            |
| 13  | 7月29日       | ヒヤヒヤドキッチョ水中散歩 潜水                                      | 木間瀬恵                                            | 光山勝治                                            | 曽我仁彦                                            |
| 14  | 8月5日        | シビレルーッ!エレキ車だ出発進行! 電気機関車                          | 首藤剛志                                            | 四辻たかお                                          | 野崎貞夫                                            |
| 14  | 8月5日        | イタイのイタイのとんでいけー! 麻酔                                   | 首藤剛志                                            | 高嶺ひさし                                          | 曽我仁彦                                            |
| 15  | 8月12日       | とけてしまえばただの水 氷                                            | 木間瀬恵                                            | 高嶺ひさし                                          | 曽我仁彦                                            |
| 15  | 8月12日       | シャボン玉にのったモグタン 石けん                                    | 松岡志奈                                            | 四辻たかお                                          | 野崎貞夫                                            |
| 16  | 8月19日       | たいへんだ!水着がぬれる! 海水浴                                      | 松岡志奈                                            | 及川博史                                            | 曽我仁彦                                            |
| 16  | 8月19日       | 青い炎のコビトたち ガス                                              | 久保田圭司                                          | 伊藤幸松                                            | 野崎貞夫                                            |
| 17  | 8月26日       | 電波にのってコンニチワ! テレビ                                       | 松岡志奈                                            | 又野龍也                                            | 野崎貞夫                                            |
| 17  | 8月26日       | はばたけ新天地へ 移民                                                | 久保田圭司                                          | 秦泉寺博                                            | 曽我仁彦                                            |
| 18  | 9月2日        | 飛んでけ火の玉空の果て ロケット                                      | 首藤剛志                                            | 大西清                                              | 野崎貞夫                                            |
| 18  | 9月2日        | 一円玉が泣いている 貨幣                                              | 首藤剛志                                            | 福原悠一                                            | 野崎貞夫                                            |
| 19  | 9月9日        | 炊事洗濯ひき受けます ロボット                                        | 首藤剛志                                            | 光山勝治                                            | 曽我仁彦                                            |
| 19  | 9月9日        | 困ったときの神頼み 救急車                                            | 松岡志奈                                            | 四辻たかお                                          | 曽我仁彦                                            |
| 20  | 9月16日       | 地球の中をまっしぐら! トンネル                                       | 久保田圭司                                          | 木村一郎                                            | 曽我仁彦                                            |
| 20  | 9月16日       | 箱の中のオーケストラ 蓄音機                                          | 佐久間崇                                            | 伊藤幸松                                            | 曽我仁彦                                            |
| 21  | 9月23日       | チョンマゲをつけたお巡りさん 警察                                    | 久保田圭司                                          | 又野龍也                                            | 野崎貞夫                                            |
| 21  | 9月23日       | かんの中からとび出すクジラ 保存食                                    | 松岡志奈                                            | 及川博史                                            | 野崎貞夫                                            |
| 22  | 9月30日       | カミナリさまのお母さん 発電機                                        | 首藤剛志                                            | 四辻たかお                                          | 曽我仁彦                                            |
| 22  | 9月30日       | 雨にぬれたテルテル坊主 天気予報                                      | 木間瀬恵                                            | 高嶺ひさし                                          | 野崎貞夫                                            |
| 23  | 10月7日       | ハタケもとぶとぶマチもとぶ 電車                                      | 首藤剛志                                            | 四辻たかお                                          | 野崎貞夫                                            |
| 23  | 10月7日       | モグタンの空中ブランコ サーカス                                      | 首藤剛志                                            | 光山勝治                                            | 曽我仁彦                                            |
| 24  | 10月14日      | 飛べ!音よりも速く ジェット機                                         | 首藤剛志                                            | 秦泉寺博                                            | 曽我仁彦                                            |
| 24  | 10月14日      | ピッカリ目玉の用心棒 灯台                                            | 久保田圭司 松岡志奈                                 | 四辻たかお                                          | 曽我仁彦                                            |
| 25  | 10月21日      | スカイコースターで宙返り 遊園地                                      | 久貴千賀子                                          | 又野龍也                                            | 曽我仁彦                                            |
| 25  | 10月21日      | ギクッ!水が燃えた 石油                                               | 市川忠造                                            | 四辻たかお                                          | 曽我仁彦                                            |
| 26  | 10月28日      | 走れ!夢の超特急 新幹線                                               | 佐久間崇                                            | 佐々木勝利                                          | 野崎貞夫                                            |
| 26  | 10月28日      | お山の大将ボクひとり ビルディング                                    | 市川忠造                                            | 伊藤幸松                                            | 野崎貞夫                                            |
| 27  | 11月4日       | 湯タンポ貸します明治のブルートレイン 客車                            | 首藤剛志                                            | 光山勝治                                            | 野崎貞夫                                            |
| 28  | 11月11日      | 雲の上まで一直線 エレベーター                                        | 桜井正明                                            | 家本泰                                              | 曽我仁彦                                            |
| 28  | 11月11日      | お米とパンの一騎打ち ごはん                                          | 松岡志奈                                            | 及川博史                                            | 野崎貞夫                                            |
| 29  | 11月18日      | モグタンの土俵入り 相撲                                              | 佐久間崇                                            | 木村一郎                                            | 曽我仁彦                                            |
| 29  | 11月18日      | コケコッコー夜が明けた 時計                                          | 首藤剛志                                            | 都丸保                                              | 曽我仁彦                                            |
| 30  | 11月25日      | へのへのもへじは誰の顔 文字                                          | 筒井ともみ                                          | 佐々木勝利                                          | 曽我仁彦                                            |
| 30  | 11月25日      | タネもシカケもございます 手品                                        | 木間瀬恵                                            | 家本泰                                              | 野崎貞夫                                            |
| 31  | 12月2日       | 汽笛を鳴らして発車オーライ 鉄道の安全                                | 木間瀬恵                                            | 又野龍也                                            | 曽我仁彦                                            |
| 31  | 12月2日       | 女だって負けないワ 女性第一号                                        | 鷺山京子                                            | 都丸保                                              | 野崎貞夫                                            |
| 32  | 12月9日       | 木炭たいてひとはしり バス                                            | 三沢もとこ                                          | 四辻たかお                                          | 曽我仁彦                                            |
| 32  | 12月9日       | 恐竜から宇宙船まで 博物館                                            | 首藤剛志                                            | 遠藤克己                                            | 曽我仁彦                                            |
| 33  | 12月16日      | バッサリやってもらいましょう 理容                                    | 松岡志奈                                            | 又野龍也                                            | 野崎貞夫                                            |
| 33  | 12月16日      | 大当りー!鶴の一番 宝くじ                                             | 首藤剛志                                            | 白土理徳                                            | 曽我仁彦                                            |
| 34  | 12月23日      | エンジン快調!自転車のお兄さん オートバイ                             | 桜井正明                                            | 遠藤克己                                            | 曽我仁彦                                            |
| 34  | 12月23日      | 海を渡ってきたオタマジャクシ 音楽                                    | 筒井ともみ                                          | 野寺三郎                                            | 曽我仁彦                                            |
| 35  | 12月30日      | スキーはスキ? スキー                                                 | 首藤剛志                                            | 秦泉寺博                                            | 野崎貞夫                                            |
| 35  | 12月30日      | もういくつ寝るとお正月… 年越し                                       | 筒井ともみ                                          | 四辻たかお                                          | 曽我仁彦                                            |
| 36  | 1979年 1月6日 | あけてびっくりモグタンのお年玉 お正月                                | 松岡志奈                                            | 又野龍也                                            | 曽我仁彦                                            |
| 37  | 1月13日       | ももひきはいて、アンドゥトロア バレエ                                | 鷺山京子                                            | 都丸保                                              | 曽我仁彦                                            |
| 37  | 1月13日       | 落書きするにはこれが一番 鉛筆                                        | 木間瀬恵                                            | 遠藤克己                                            | 野崎貞夫                                            |
| 38  | 1月20日       | 事件だ!ワンワン刑事出動! 警察犬                                      | 首藤剛志                                            | 及川博史                                            | 野崎貞夫                                            |
| 38  | 1月20日       | ヤケ食いは胸やけのもと さつまいも                                    | 高桑徳三郎                                          | 四辻たかお                                          | 野崎貞夫                                            |
| 39  | 1月27日       | クラシックカーのマラソン大会 自動車レース                            | 首藤剛志                                            | 遠藤克己                                            | 曽我仁彦                                            |
| 39  | 1月27日       | ガラスの中のお花畑 温室                                              | 久貴千彩子                                          | 佐々木勝利                                          | 曽我仁彦                                            |
| 40  | 2月3日        | 飛べ!大空へ 飛行                                                     | 首藤剛志                                            | 秦泉寺博                                            | 曽我仁彦                                            |
| 41  | 2月10日       | 3分停車で“毎度あり～い!” 駅売り                                      | 松岡志奈                                            | 又野龍也                                            | 野崎貞夫                                            |
| 41  | 2月10日       | 緑の芝生で井戸端会議 団地                                            | 筒井ともみ                                          | 四辻たかお                                          | 曽我仁彦                                            |
| 42  | 2月17日       | 怪盗モグタンただいま参上! 防犯                                       | 首藤剛志                                            | 望月敬一郎                                          | 曽我仁彦                                            |
| 42  | 2月17日       | 本のことならまかしとけ! 図書館                                       | 首藤剛志                                            | 棚橋一徳                                            | 野崎貞夫                                            |
| 43  | 2月24日       | ドラキュラ坊や大反省 血液センター                                    | 鷺山京子                                            | 又野龍也                                            | 野崎貞夫                                            |
| 43  | 2月24日       | 何でも縫って進ぜましょう ミシン                                      | 三沢もとこ                                          | 佐々木勝利                                          | 曽我仁彦                                            |
| 44  | 3月3日        | モグタン白酒のんで二日酔い 桃の節句                                  | 筒井ともみ                                          | 四辻たかお                                          | 曽我仁彦                                            |
| 44  | 3月3日        | ヤギさんのお弁当 紙                                                  | 木間瀬恵                                            | 遠藤克己                                            | 曽我仁彦                                            |
| 45  | 3月10日       | 仲間はずれのカッパの子 水族館                                        | 筒井ともみ                                          | 遠藤克己                                            | 曽我仁彦                                            |
| 45  | 3月10日       | 雨の中のファッションショー 雨具                                      | 市川忠造                                            | 遠藤克己                                            | 葉方丹                                              |
| 46  | 3月17日       | 荒海こえて! 航海                                                     | 佐久間崇                                            | 四辻たかお                                          | 野崎貞夫                                            |
| 47  | 3月24日       | 仰げばとおとし旅の空 修学旅行                                        | 木下薫                                              | 秦泉寺博                                            | 曽我仁彦                                            |
| 47  | 3月24日       | お命ちょうだい待ったなし 将棋                                        | 木間瀬恵                                            | 四辻たかお                                          | 葉方丹                                              |
| 48  | 3月31日       | レオナルド・ダ・ビンチの竹とんぼ ヘリコプター                        | 首藤剛志                                            | 及川博史                                            | 野崎貞夫                                            |
| 48  | 3月31日       | 小さな手 植えて広げる大きな未来 植物園                               | 鷺山京子                                            | 白土武                                              | 野崎貞夫                                            |
| 49  | 4月7日        | SLだ!出発進行 運転士物語                                             | 首藤剛志                                            | 又野龍也                                            | 曽我仁彦                                            |
| 50  | 4月14日       | 富士・桜・つばめにハトも勢揃い! 特急列車                             | 鷺山京子                                            | 又野龍也                                            | 曽我仁彦                                            |
| 50  | 4月14日       | ファッション!かぜをひいた羊さん 繊維                                 | 筒井ともみ                                          | 佐々木勝利                                          | 野崎貞夫                                            |
| 51  | 4月21日       | 必殺!黒帯モグタン三四郎 柔道                                         | 高桑徳三郎                                          | 四辻たかお                                          | 野崎貞夫                                            |
| 51  | 4月21日       | 奈良の都でいい湯だな 風呂                                            | 佐久間崇                                            | 遠藤克己                                            | 野崎貞夫                                            |
| 52  | 4月28日       | 投げました!打ちました!ホームラン! プロ野球                           | 高桑徳三郎                                          | 又野一                                              | 野崎貞夫                                            |
| 53  | 5月5日        | 大空高く!泳げ鯉のぼり 端午の節句                                     | 首藤剛志                                            | 阿蘇大                                              | 曽我仁彦                                            |
| 53  | 5月5日        | 砂漠で見つけた星のかけら ガラス                                      | 筒井ともみ                                          | 遠藤克己                                            | 曽我仁彦                                            |
| 54  | 5月12日       | いい日旅立ち お宿はどこだ 旅館・ホテル                               | 松岡志奈                                            | 四辻たかお                                          | 野崎貞夫                                            |
| 54  | 5月12日       | 完全犯罪 金魚だけが知っていた レンズ                                 | 首藤剛志                                            | 秦泉寺博                                            | 野崎貞夫                                            |
| 55  | 5月19日       | ブリザードにいどむ男たち 南極探検                                    | 佐藤茂                                              | 遠藤克己                                            | 曽我仁彦                                            |
| 55  | 5月19日       | 遠からんものはのぞいてみろ! 望遠鏡                                   | 筒井ともみ                                          | 又野龍也                                            | 曽我仁彦                                            |
| 56  | 5月26日       | バイキン小僧ご用だ! 顕微鏡                                           | 首藤剛志                                            | 秦泉寺博                                            | 野崎貞夫                                            |
| 56  | 5月26日       | 砂漠を走る船の道 運河                                                | 木間瀬恵                                            | 四辻たかお                                          | 野崎貞夫                                            |
| 57  | 6月2日        | ムシバ虫をやっつけろ! 虫歯                                           | 鷺山京子                                            | 安濃高志                                            | 曽我仁彦                                            |
| 57  | 6月2日        | 荒海越えてホッと一息 港                                              | 桜井正明                                            | 又野龍也                                            | 曽我仁彦                                            |
| 58  | 6月9日        | ご破算で願いましてはモグタンなり そろばん・計算き                    | 佐藤茂                                              | 棚橋一徳                                            | 野崎貞夫                                            |
| 58  | 6月9日        | これが欲しくてハイキング お弁当                                      | 佐藤茂                                              | 遠藤克己                                            | 野崎貞夫                                            |
| 59  | 6月16日       | 水に浮かんだ鉄の箱 船の発達                                          | 首藤剛志                                            | 阿蘇大                                              | 曽我仁彦                                            |
| 59  | 6月16日       | 描いた笑ったしかられた マンガ                                        | 首藤剛志                                            | 小佐古吉重                                          | 曽我仁彦                                            |
| 60  | 6月23日       | インベーダーもびっくり!星になったコンピューター 人工衛星             | 佐久間崇                                            | 又野龍也                                            | 曽我仁彦                                            |
| 60  | 6月23日       | 奈良の都のナイチンゲール 病院                                        | 首藤剛志                                            | 秦泉寺博                                            | 曽我仁彦                                            |
| 61  | 6月30日       | 1の不可思議倍は1不可思議なり 数字                                    | 三沢もとこ                                          | 又野龍也                                            | 野崎貞夫                                            |
| 61  | 6月30日       | ヒゲモグラ 顔を出したら海の底 海底資源                               | 木間瀬恵                                            | 遠藤克己                                            | 野崎貞夫                                            |
| 62  | 7月7日        | 星に願いを…… 七夕                                                    | 佐久間崇                                            | 遠藤克己                                            | 野崎貞夫                                            |
| 62  | 7月7日        | 山がそこにあるからだ!! 登山                                          | 高桑徳三郎                                          | 野寺三郎                                            | 曽我仁彦                                            |
| 63  | 7月14日       | 祭りだ!ミコシだ!ワッショイ・ワッショイ! 夏祭り                       | 佐藤茂                                              | 野寺三郎                                            | 野崎貞夫                                            |
| 63  | 7月14日       | なんでも見ちゃうぞまねちゃうぞ! 鏡                                   | 木下薫                                              | 又野龍也                                            | 曽我仁彦                                            |
| 64  | 7月21日       | 暑い時には休みましょう 夏休み                                        | 首藤剛志                                            | 秦泉寺博                                            | 曽我仁彦                                            |
| 64  | 7月21日       | お魚追ってどこまでも! 遠洋漁業                                       | 佐藤茂                                              | 竹内啓雄                                            | 野崎貞夫                                            |
| 65  | 7月28日       | 第1のコース モグタンくん 水泳                                        | 三沢もとこ                                          | 寺田和男                                            | 野崎貞夫                                            |
| 65  | 7月28日       | トンボの目玉はエメラルド メガネ                                      | 首藤剛志                                            | 細谷秋夫                                            | 曽我仁彦                                            |
| 66  | 8月4日        | 夜空に咲いた夢の花 花火                                              | 筒井ともみ                                          | 野寺三郎                                            | 野崎貞夫                                            |
| 66  | 8月4日        | 当たるも八卦 当たらぬも八卦 占い                                     | 首藤剛志                                            | 又野龍也                                            | 曽我仁彦                                            |
| 67  | 8月11日       | 熱血・熱球・甲子園! 高校野球                                         | 鷺山京子                                            | 秦泉寺博                                            | 野崎貞夫                                            |
| 68  | 8月18日       | クジラの背中でワンツージャンプ! 捕鯨                                 | 三沢もとこ                                          | 又野龍也                                            | 曽我仁彦                                            |
| 68  | 8月18日       | シャッポでかくしたザンギリ頭 帽子                                    | 木間瀬恵                                            | 小湊昇                                              | 曽我仁彦                                            |
| 69  | 8月25日       | 出前もします110番 パトカー                                           | 葉方丹                                              | 大町繁                                              | 葉方丹                                              |
| 69  | 8月25日       | 化けてみせます紅カネつけて 化粧                                      | 松岡志奈                                            | 遠藤克己                                            | 野崎貞夫                                            |
| 70  | 9月1日        | 人間サマはおことわり 貨物列車                                        | 佐藤茂                                              | 阿蘇大                                              | 小林利造                                            |
| 70  | 9月1日        | 目立てば勝ち! 宣伝広告                                               | 首藤剛志                                            | 秦泉寺博                                            | 曽我仁彦                                            |
| 71  | 9月8日        | 一番星見つけた! 天文台                                               | 高桑徳三郎                                          | 又野龍也                                            | 曽我仁彦                                            |
| 71  | 9月8日        | かざってかざってかざって踊る 装身具                                  | 佐久間崇                                            | 寺田和男                                            | 曽我仁彦                                            |
| 72  | 9月15日       | 宿なし神のカーニバル 秋祭り                                          | 佐藤茂                                              | 野寺三郎                                            | 野崎貞夫                                            |
| 72  | 9月15日       | 猿まね物まね大入り満員 演劇                                          | 筒井ともみ                                          | 福田皖                                              | 野崎貞夫                                            |
| 73  | 9月22日       | 勝った!マラトンの丘をつっ走れ! マラソン                              | 桜井正明                                            |                                                     | 野崎貞夫                                            |
| 73  | 9月22日       | スーパーW ポチとミケ ペット                                          |                                                     |                                                     |                                                     |
| 74  | 9月29日       | とれるものならこの手に星を 宇宙開発                                  |                                                     |                                                     |                                                     |
| 75  | 10月6日       | かけっこ 綱引き パン食い競争 運動会                                  |                                                     |                                                     |                                                     |
| 75  | 10月6日       | 開けてびっくり たった一票 選挙                                       |                                                     |                                                     |                                                     |
| 76  | 10月13日      | 湯タンポ貸します明治のブルートレイン(再)                             | 湯タンポ貸します明治のブルートレイン(再)            | 湯タンポ貸します明治のブルートレイン(再)            | 湯タンポ貸します明治のブルートレイン(再)            |
| 77  | 10月20日      | のぼり優先 発車オーライ 登山鉄道                                     | 佐藤茂                                              | 大町繁                                              |                                                     |
| 77  | 10月20日      | おでこにはってポストへバビンチョ! 切手                               | 首藤剛志                                            | 野寺三郎                                            | 野崎貞夫                                            |
| 78  | 10月27日      | 投げました!打ちました!ホームラン!(再)                                | 投げました!打ちました!ホームラン!(再)               | 投げました!打ちました!ホームラン!(再)               | 投げました!打ちました!ホームラン!(再)               |
| 79  | 11月3日       | 11月3日って何の日? 文化の日                                          | 首藤剛志                                            | 阿蘇大                                              |                                                     |
| 79  | 11月3日       | 豊年満作おにぎりたらふく お米                                        | 佐久間崇                                            | 又野龍也                                            |                                                     |
| 80  | 11月10日      | 花のお江戸の “かごタクシー” タクシー                                 | 首藤剛志                                            | 秦泉寺博                                            |                                                     |
| 80  | 11月10日      | 不老不死の妙薬はいかが? 砂糖                                         | 木間瀬恵                                            | 佐賀仁                                              |                                                     |
| 81  | 11月17日      | またがってぶらさがり一本道をまっしぐら! モノレール                   | 三沢もとこ                                          | 秦泉寺博                                            | 小林利造                                            |
| 81  | 11月17日      | 命まもります波の花 塩                                                | 佐久間崇                                            | 又野龍也                                            | 小林利造                                            |
| 82  | 11月24日      | 感度良好エンジン快調! ラジコン                                       | 鷺山京子                                            | 鈴木康彦                                            | 曽我仁彦                                            |
| 82  | 11月24日      | 醤はおいらの先祖ジャン! みそ・しょう油                               | 佐藤茂                                              | 野寺三郎                                            | 曽我仁彦                                            |
| 83  | 12月1日       | 飛んだ?走った?マグネチックマシーン リニアモーターカー                | 佐久間 崇                                           | 又野 龍也                                           | 野崎貞夫                                            |
| 83  | 12月1日       | 何でも吸い込む クリーン大作戦 掃除機                                 | 戸田 博史                                           | 野寺 三郎                                           | 野崎貞夫                                            |
| 84  | 12月8日       | 力くらべだ全員集合! ダンプ・ブルドーザー                             | 佐藤茂                                              | 野寺 三郎                                           | 曽我仁彦                                            |
| 84  | 12月8日       | 火遊びはお寝しょのもと マッチ                                        | 筒井ともみ                                          | 羽柴稔                                              | 曽我仁彦                                            |
| 85  | 12月15日      | 飛べ!大空へ(再)                                                      | 飛べ!大空へ(再)                                     | 飛べ!大空へ(再)                                     | 飛べ!大空へ(再)                                     |
| 86  | 12月22日      | お山は晴天 綱渡りでヤッホー! ロープウェイ                            | 首藤剛志                                            | 小湊昇                                              |                                                     |
| 86  | 12月22日      | 一人で満員 な～に? トイレ                                            | 首藤剛志                                            | 阿蘇大                                              |                                                     |
| 87  | 12月29日      | スキーはスキ?(再)                                                    | スキーはスキ?(再)                                   | スキーはスキ?(再)                                   | スキーはスキ?(再)                                   |
| 87  | 12月29日      | もういくつ寝るとお正月…(再)                                          |                                                     |                                                     |                                                     |
| 88  | 1980年 1月5日 | 羽根つき 凧あげ コマまわし お正月の遊び                              | 鷺山京子                                            | 秦泉寺博                                            |                                                     |
| 88  | 1980年 1月5日 | 蹴ってサッカー 抱えてラグビー 鎧兜でアメラグだ フットボール          | 首藤剛志                                            | 小湊昇                                              |                                                     |
| 89  | 1月12日       | 身長四寸五尺 ハイ合格ヨ! 成人式                                      | 佐藤茂                                              | 野寺三郎                                            |                                                     |
| 89  | 1月12日       | 犬も歩けば花よりだんご カルタ・トランプ                              | 木間瀬恵                                            | 又野龍也                                            |                                                     |
| 90  | 1月19日       | 雲の上からコンニチハ! 旅客飛行機                                     | 戸田博史                                            | 大町繁                                              |                                                     |
| 90  | 1月19日       | すべってころんで氷のダンス スケート                                  | 中島玲子                                            | 又野龍也                                            |                                                     |
| 91  | 1月26日       | SLだ!出発進行(再)                                                    | SLだ!出発進行(再)                                   | SLだ!出発進行(再)                                   | SLだ!出発進行(再)                                   |
| 92  | 2月2日        | 福はうち 鬼は外 節分                                                 | 鷺山京子                                            | 秦泉寺博                                            |                                                     |
| 92  | 2月2日        | 食う寝るところに住むところ 住居                                      | 首藤剛志                                            | 又野龍也                                            |                                                     |
| 93  | 2月9日        | 82,862の三角点 測量                                                  | 佐藤茂                                              | 野寺三郎                                            |                                                     |
| 93  | 2月9日        | ナポレオンのお弁当 チョコレート                                      | 木下薫                                              | 佐賀仁                                              |                                                     |
| 94  | 2月16日       | 馬車を運んだ渡し船 フェリーボート                                    | 佐久間崇                                            | 鈴木康彦                                            | 曽我仁彦                                            |
| 94  | 2月16日       | 何が何でもやり抜くぞ! 試験                                           | 佐藤茂                                              | 野寺三郎                                            | 曽我仁彦                                            |
| 95  | 2月23日       | 富士・桜・つばめにハトも勢揃い!(再)                                  | 富士・桜・つばめにハトも勢揃い!(再)                 | 富士・桜・つばめにハトも勢揃い!(再)                 | 富士・桜・つばめにハトも勢揃い!(再)                 |
| 95  | 2月23日       | ファッション!カゼをひいた羊さん(再)                                  |                                                     |                                                     |                                                     |
| 96  | 3月1日        | 命を守るオレンジの戦士たち 消防特別救助隊                            | 首藤剛志                                            | 小湊昇                                              | 野崎貞夫                                            |
| 97  | 3月8日        | 山こえ野こえ鉄の道 鉄道網                                            | 木間瀬恵                                            | 又野龍也                                            | 小林利造                                            |
| 97  | 3月8日        | お内裏さまはキューピーさん 人形                                      | 首藤剛志                                            | 野寺三郎                                            | 小林利造                                            |
| 98  | 3月15日       | 地球を回すワンパク小僧 モーター                                      | 中島玲子                                            | 鈴木康彦                                            | 野崎貞夫                                            |
| 98  | 3月15日       | バター・チーズ・ヨーグルト 牛のお乳の三兄弟 乳製品                   | 佐藤茂                                              | 秦泉寺博                                            | 曽我仁彦                                            |
| 99  | 3月22日       | ガソリン食ってパワー100倍! エンジン                                  | 鷺山京子                                            | 秦泉寺博                                            | 曽我仁彦                                            |
| 99  | 3月22日       | 泥んこまみれのヘアーファッション 美容院                              | 戸田博史                                            | 阿蘇大                                              | 曽我仁彦                                            |
| 100 | 3月29日       | 水で走ったスーパーカー 自動車の燃料                                  | 首藤剛志                                            | 野寺三郎                                            | 野崎貞夫                                            |
| 100 | 3月29日       | ローラーダンスでアイラブユー! ボールペン                             | 佐藤茂                                              | 又野龍也                                            | 野崎貞夫                                            |
| 101 | 4月5日        | 蒸気機関車物語 SL                                                    | 首藤剛志                                            | 又野龍也                                            | 曽我仁彦                                            |
| 102 | 4月12日       | 春だ!桜だ!お団子だ! お花見                                           | 佐藤茂                                              | 野寺三郎                                            |                                                     |
| 102 | 4月12日       | コマ・カネ・クジラの三姉妹 ものさし                                  | 佐藤茂                                              | 阿蘇大                                              |                                                     |
| 103 | 4月19日       | 天才ダビンチの落書き アニメーション                                  | 首藤剛志                                            | 秦泉寺博                                            |                                                     |
| 103 | 4月19日       | イースト坊やのふくれた頬っぺ パン                                    | 鷺山京子                                            | 鈴木康彦                                            |                                                     |
| 104 | 4月26日       | 怪盗モグタンただいま参上!(再)                                        | 怪盗モグタンただいま参上!(再)                       | 怪盗モグタンただいま参上!(再)                       | 怪盗モグタンただいま参上!(再)                       |
| 104 | 4月26日       | 本のことならまかしとけ!(再)                                          |                                                     |                                                     |                                                     |
| 105 | 5月3日        | 5月3日のお約束 憲法                                                  | 首藤剛志                                            | 藤原良二                                            |                                                     |
| 105 | 5月3日        | 一日二食でお腹がグー おやつ                                          | 佐藤茂                                              | 野寺三郎                                            |                                                     |
| 106 | 5月10日       | 必殺!モグタンスパイク バレーボール                                   | 中原朗                                              | 小湊昇                                              |                                                     |
| 106 | 5月10日       | 雨が降ってもカサいらず 地下街                                        | 戸田博史                                            | 野寺三郎                                            |                                                     |
| 107 | 5月17日       | 視界良好着陸OKドウゾ 空港                                            | 首藤剛志                                            | 鈴木康彦                                            |                                                     |
| 107 | 5月17日       | ステキな悪魔のお飲みもの コーヒー                                    | 佐藤茂                                              | 阿蘇大                                              |                                                     |
| 108 | 5月24日       | モグタンホームズの虫メガネ 科学捜査                                  | 鷺山京子                                            | 又野龍也                                            |                                                     |
| 108 | 5月24日       | 下駄は着物?! はきもの                                                | 中原朗                                              | 秦泉寺博                                            |                                                     |
| 109 | 5月31日       | とれるものならこの手で星を(再)                                       | とれるものならこの手で星を(再)                      | とれるものならこの手で星を(再)                      | とれるものならこの手で星を(再)                      |
| 110 | 6月7日        | 海に浮かんだミニタウン 客船                                          | 佐藤茂                                              | 秦泉寺博                                            |                                                     |
| 110 | 6月7日        | 水で回った風車 水力エネルギー                                        | 中原朗                                              | 又野龍也                                            |                                                     |
| 111 | 6月14日       | おテントウさまをつかまえろ! 太陽熱エネルギー                         | 佐藤茂                                              | 野寺三郎                                            |                                                     |
| 111 | 6月14日       | 一度は着たい花嫁衣装 結婚式                                          | 首藤剛志                                            | 阿蘇大                                              |                                                     |
| 112 | 6月21日       | よろず百貨うけたまわります デパート                                  | 佐藤茂                                              | 藤原良二                                            |                                                     |
| 112 | 6月21日       | メキシコ生まれのカムカム坊や チューインガム                          | 鷺山京子                                            | 鈴木康彦                                            |                                                     |
| 113 | 6月28日       | 出前もします110番(再)                                                | 出前もします110番(再)                               | 出前もします110番(再)                               | 出前もします110番(再)                               |
| 113 | 6月28日       | 化けてみせます紅カネつけて(再)                                       |                                                     |                                                     |                                                     |
| 114 | 7月5日        | より速く!より高く!より強く! オリンピック物語                         | 首藤剛志                                            | 野寺三郎                                            |                                                     |
| 115 | 7月12日       | 求む!竜宮城のカウボーイ 海底牧場                                     | 中原朗                                              | 又野龍也                                            | 曽我仁彦                                            |
| 115 | 7月12日       | ♪ベートーベンのつまみ食い アイスクリーム                             | 戸田博史                                            | 桐野貴行                                            | 曽我仁彦                                            |
| 116 | 7月19日       | 煙にまかれた出会いと別れ 駅                                          | 首藤剛志                                            | 秦泉寺博                                            | 野崎貞夫                                            |
| 116 | 7月19日       | のってけのってけ 忍法水すまし サーフィン                             | 首藤剛志                                            | 野寺三郎                                            | 野崎貞夫                                            |
| 117 | 7月26日       | 祭りだ!ミコシだ!ワッショイ・ワッショイ!(再)                          | 祭りだ!ミコシだ!ワッショイ・ワッショイ!(再)         | 祭りだ!ミコシだ!ワッショイ・ワッショイ!(再)         | 祭りだ!ミコシだ!ワッショイ・ワッショイ!(再)         |
| 117 | 7月26日       | なんでも見ちゃうぞまねちゃうぞ!(再)                                  |                                                     |                                                     |                                                     |
| 118 | 8月2日        | とうなす・ナンキン・ぼうぶらどん カボチャ                            | 佐藤茂                                              | 野立誠一                                            | 野崎貞夫                                            |
| 118 | 8月2日        | 盗んだダイヤで走るSL 時刻表                                          | 首藤剛志                                            | 藤原良二                                            | 曽我仁彦                                            |
| 119 | 8月9日        | 第1のコース モグタンくん(再)                                         | 第1のコース モグタンくん(再)                        | 第1のコース モグタンくん(再)                        | 第1のコース モグタンくん(再)                        |
| 119 | 8月9日        | トンボの目玉はエメラルド(再)                                         |                                                     |                                                     |                                                     |
| 120 | 8月16日       | ニンジン欲しさでまっしぐら! 家畜・馬                                 | 鷺山京子                                            | 又野龍也                                            |                                                     |
| 120 | 8月16日       | 切った 貼った くっついた! 接着剤                                     | 中原朗                                              | 秦泉寺博                                            |                                                     |
| 121 | 8月23日       | 黄金のジパングをさがせ! 探検物語                                     | 首藤剛志                                            | 鈴木康彦                                            |                                                     |
| 122 | 8月30日       | あばれナマズをつかまえろ! 地震予知                                   | 佐藤茂                                              | 阿蘇大                                              | 曽我仁彦                                            |
| 122 | 8月30日       | 石ころ磨きも命がけ! ダイヤモンド                                     | 佐藤茂                                              | 桐野貴行                                            | 野崎貞夫                                            |
| 123 | 9月6日        | 歓迎!太陽系周遊旅行御一行様 惑星旅行                                 | 首藤剛志                                            | 藤原良二                                            | 野崎貞夫                                            |
| 124 | 9月13日       | モグタンの土俵入り(再)                                               | モグタンの土俵入り(再)                              | モグタンの土俵入り(再)                              | モグタンの土俵入り(再)                              |
| 124 | 9月13日       | コケコッコー夜が明けた(再)                                           |                                                     |                                                     |                                                     |
| 125 | 9月20日       | いけにえなんてモォーたくさん 家畜・牛                                | 佐藤茂                                              | 野寺三郎                                            |                                                     |
| 125 | 9月20日       | 子供の国のなかまたち おもちゃ                                        | 中原朗                                              | 又野龍也                                            |                                                     |
| 126 | 9月27日       | アテンションプリーズ わたしは空のバスガイド スチュワーデス           | 首藤剛志                                            | 野寺三郎                                            |                                                     |
| 126 | 9月27日       | もり＋のり＝ざる?! そば                                              | 鷺山京子                                            | 桐野貴行                                            |                                                     |
| 127 | 10月4日       | 海をまたいだプロペラ機 飛行機No.1物語                                | 首藤剛志                                            | 秦泉寺博                                            |                                                     |
| 128 | 10月11日      | 三日坊主 ワスレチックの体力づくり アスレチック                       | 戸田博史                                            | 藤原良二                                            |                                                     |
| 128 | 10月11日      | なにわのきつねとさぬきのたぬき うどん                                | 鷺山京子                                            | 又野龍也                                            |                                                     |
| 129 | 10月18日      | 野球やるのも命がけ 野球用具                                          | 佐藤茂                                              | 野寺三郎                                            |                                                     |
| 129 | 10月18日      | 海で拾った人魚の涙 真珠                                              | 中原朗                                              | 桐野貴行                                            |                                                     |
| 130 | 11月1日       | あの底ぬけカゴを狙え! バスケットボール                               | 木下薫                                              | 秦泉寺博                                            |                                                     |
| 130 | 11月1日       | 翔べ!大空を! 家畜・にわとり                                          | 佐藤茂                                              | 鈴木康彦                                            |                                                     |
| 131 | 11月8日       | 生兵法はケガのもと 剣道                                              | 久保田圭司                                          | 又野龍也                                            |                                                     |
| 131 | 11月8日       | モグタン・八戒のトンだ対決 家畜・ぶた                                | 首藤剛志                                            | 阿蘇大                                              |                                                     |
| 132 | 11月15日      | 千歳飴さげてうれし宮参り 七五三                                      | 五十嵐ひろみ                                        | 藤原良二                                            |                                                     |
| 132 | 11月15日      | 水の上 歩いて渡ってコンニチハ! 橋                                    | 鷺山京子                                            | 鈴木康彦                                            |                                                     |
| 133 | 11月22日      | 出勤!赤バイに乗ったおまわりさん 白バイ                               | 葉方丹                                              | 秦泉寺博                                            |                                                     |
| 133 | 11月22日      | へいおまち!マグロにイノシシ タマゴやき すし                          | 五十嵐ひろみ                                        | 野寺三郎                                            |                                                     |
| 134 | 11月29日      | 事件だ!ワンワン刑事出動!(再)                                         | 事件だ!ワンワン刑事出動!(再)                        | 事件だ!ワンワン刑事出動!(再)                        | 事件だ!ワンワン刑事出動!(再)                        |
| 134 | 11月29日      | ヤケ食いは胸やけのもと(再)                                           |                                                     |                                                     |                                                     |
| 135 | 12月6日       | 世界一だよ! 日本の着物                                               | 首藤剛志                                            | 又野龍也                                            |                                                     |
| 136 | 12月13日      | バッサリやってもらいましょう(再)                                     | バッサリやってもらいましょう(再)                    | バッサリやってもらいましょう(再)                    | バッサリやってもらいましょう(再)                    |
| 136 | 12月13日      | 大当りー!鶴の一番(再)                                                |                                                     |                                                     |                                                     |
| 137 | 12月20日      | お月さまのカレンダー 太陰暦                                          | 首藤剛志                                            | 藤原良二                                            |                                                     |
| 137 | 12月20日      | ネコもコタツをいらニャンと 暖房                                      | 戸田博史                                            | 野寺三郎                                            |                                                     |
| 138 | 12月27日      | お日さまニコニコカレンダー 太陽暦                                    | 首藤剛志                                            | 秦泉寺博                                            |                                                     |
| 138 | 12月27日      | なんだ雪こんな雪ふっとばせ! ラッセル車                               | 佐藤茂                                              | 鈴木康彦                                            |                                                     |
| 139 | 1981年 1月3日 | あけてびっくりモグタンのお年玉(再)                                   | あけてびっくりモグタンのお年玉(再)                  | あけてびっくりモグタンのお年玉(再)                  | あけてびっくりモグタンのお年玉(再)                  |
| 140 | 1月10日       | パパはゴキゲン!晩酌一本 日本酒                                       | 佐藤茂                                              | 阿蘇大                                              |                                                     |
| 140 | 1月10日       | 弘法も筆のあやまり 書道                                              | 木下薫                                              | 又野龍也                                            |                                                     |
| 141 | 1月17日       | ちょっぴり天国 どっぷり地獄 ワイン                                   | 佐藤茂                                              | 野寺三郎                                            |                                                     |
| 141 | 1月17日       | この道は歩いて3分とんでもハップン 道路                               | 久保田圭司                                          | 秦泉寺博                                            |                                                     |
| 142 | 1月24日       | 蒸気機関車物語(再)                                                   | 蒸気機関車物語(再)                                  | 蒸気機関車物語(再)                                  | 蒸気機関車物語(再)                                  |
| 143 | 1月31日       | シュッとひとふき命を守る 消火器                                      | 首藤剛志                                            | 野寺三郎                                            |                                                     |
| 143 | 1月31日       | ママはパパ好きパパウィスキー ウィスキー                              | 佐藤茂                                              | 秦泉寺博                                            |                                                     |
| 144 | 2月7日        | 明るい電気で楽しい団らん 照明                                        | 佐藤茂                                              | 鈴木康彦                                            |                                                     |
| 144 | 2月7日        | 一度押したら僕のもの スタンプ・印鑑                                  | 首藤剛志                                            | 又野龍也                                            |                                                     |
| 145 | 2月14日       | 花のお江戸の “かごタクシー”(再)                                      | 花のお江戸の “かごタクシー”(再)                     | 花のお江戸の “かごタクシー”(再)                     | 花のお江戸の “かごタクシー”(再)                     |
| 145 | 2月14日       | 不老不死の妙薬はいかが?(再)                                          |                                                     |                                                     |                                                     |
| 146 | 2月21日       | ツルは千年!ペンは万年?! 万年筆                                       | 佐藤茂                                              | 野寺三郎                                            | 曽我仁彦                                            |
| 146 | 2月21日       | 日本茶も海を渡れば紅いお茶 紅茶                                      | 鷺山京子                                            | 藤原良二                                            | 曽我仁彦                                            |
| 147 | 2月28日       | 毎度ありー!タイにイワシにメダカもいるよ?! 魚屋さん                   | 佐藤茂                                              | 又野龍也                                            |                                                     |
| 147 | 2月28日       | 大きな地球の小さな世界 地図                                          | 久保田圭司                                          | 野寺三郎                                            |                                                     |
| 148 | 3月7日        | インド人もびっくり!辛さの秘密 カレーライス                           | 首藤剛志                                            | 秦泉寺博                                            |                                                     |
| 148 | 3月7日        | 弓もたたけばドレミファソ ピアノ                                      | 久保田圭司                                          | 鈴木康彦                                            |                                                     |
| 149 | 3月14日       | だいこん はくさい…今と昔は大違い 八百屋さん                          | 戸田博史                                            | 阿蘇大                                              |                                                     |
| 149 | 3月14日       | 雨にも負けず風にも負けず きょうも表でお店ばん 自動販売機             | 木下薫                                              | 藤原良二                                            |                                                     |
| 150 | 3月21日       | もぐらもびっくり!地下にもぐったSL 世界の地下鉄                       | 首藤剛志                                            | 又野龍也                                            |                                                     |
| 150 | 3月21日       | ニューヘアー!巻いて結わいて大変身!! 髪型                             | 鷺山京子                                            | 又野龍也                                            |                                                     |
| 151 | 3月28日       | エンジン快調!自転車のお兄さん(再)                                    | エンジン快調!自転車のお兄さん(再)                   | エンジン快調!自転車のお兄さん(再)                   | エンジン快調!自転車のお兄さん(再)                   |
| 151 | 3月28日       | 海を渡ってきたオタマジャクシ(再)                                     |                                                     |                                                     |                                                     |
| 152 | 4月4日        | 陸蒸気!SL・EL大集合!! 日本の鉄道                                     | 首藤剛志                                            | 又野龍也                                            |                                                     |
| 153 | 4月11日       | 標高8,8481メートル!未知への挑戦!! エベレスト登山                     | 佐藤茂                                              | 秦泉寺博                                            |                                                     |
| 153 | 4月11日       | 南米生まれ ヤングチックなポテトチップ じゃがいも                     | 五十嵐ひろみ                                        | 秦泉寺博                                            |                                                     |
| 154 | 4月18日       | 王さま貴族のお手打ちスマッシュ! テニス                               | 首藤剛志                                            | 藤原良二                                            |                                                     |
| 154 | 4月18日       | ハンブルク生まれのアメリカ育ち! ハンバーグ                           | 首藤剛志                                            | 鈴木康彦                                            |                                                     |
| 155 | 4月25日       | 白星 黒星 ごっつぁんです 横綱                                        | 五十嵐ひろみ                                        | 藤原良二                                            |                                                     |
| 155 | 4月25日       | 背負ってみれば明治のトップモード! ランドセル                         | 佐藤茂                                              | 野寺三郎                                            |                                                     |
| 156 | 5月2日        | 発車オーライ!バスにゆられて気ままな旅 観光バス                       | 戸田博史                                            | 秦泉寺博                                            |                                                     |
| 156 | 5月2日        | 夏も近づく八十八夜のティータイム 緑茶                                | 鷺山京子                                            | 又野龍也                                            |                                                     |
| 157 | 5月9日        | 沈黙と神秘への挑戦!あの北限をめざせ! 北極探検                        | 木下薫                                              | 阿蘇大                                              |                                                     |
| 157 | 5月9日        | 「かあさん ありがとう」は年に一度? 母の日                            | 五十嵐ひろみ                                        | 鈴木康彦                                            |                                                     |
| 158 | 5月16日       | 黄金のジパングを探せ!(再)                                            | 黄金のジパングを探せ!(再)                           | 黄金のジパングを探せ!(再)                           | 黄金のジパングを探せ!(再)                           |
| 159 | 5月23日       | 天国地獄は心のハンドル 高速道路                                      | 佐藤茂                                              | 藤原良二                                            | 野崎貞夫                                            |
| 159 | 5月23日       | 泥棒よけの守り神 交番                                                | 村石宏實                                            | 野寺三郎                                            | 野崎貞夫                                            |
| 160 | 5月30日       | 愛の奉仕、白衣の天使はナイチンゲール 看護婦                          | 木下薫                                              | 野寺三郎                                            |                                                     |
| 160 | 5月30日       | 一発パンチでキセルは禁止 切符                                        | 首藤剛志                                            | 藤原良二                                            |                                                     |
| 161 | 6月6日        | テイク・オフ!旅の安全 我らの任務 パイロット                          | 佐藤茂                                              | 鈴木康彦                                            |                                                     |
| 161 | 6月6日        | うなぎにょろにょろ 取るより育てろ 二にょろにょろ 養殖                | 首藤剛志                                            | 又野龍也                                            |                                                     |
| 162 | 6月13日       | 駆けて走って地球を回る タイヤ                                        | 鷺山京子                                            | 遠藤克己                                            |                                                     |
| 162 | 6月13日       | おかずいらずの美容食? 梅干                                           | 木下薫                                              | 秦泉寺博                                            |                                                     |
| 163 | 6月20日       | 大空にいのちをかけた白い花 パラシュート                              | 首藤剛志                                            | 阿蘇大                                              | 曽我仁彦                                            |
| 163 | 6月20日       | 石焼きパン 水をぬいたらお菓子パン ビスケット                         | 佐藤茂                                              | 秦泉寺博                                            | 野崎貞夫                                            |
| 164 | 6月27日       | インベーダーもびっくり!星になったコンピューター(再)                  | インベーダーもびっくり!星になったコンピューター(再) | インベーダーもびっくり!星になったコンピューター(再) | インベーダーもびっくり!星になったコンピューター(再) |
| 164 | 6月27日       | 奈良の都のナイチンゲール(再)                                         |                                                     |                                                     |                                                     |
| 165 | 7月4日        | トビウオびっくり!翼のついた船 水中翼船                               | 戸田博史                                            | 藤原良二                                            |                                                     |
| 165 | 7月4日        | 日本でもアフリカ気分の動物園 サファリパーク                          | 佐藤茂                                              | 又野龍也                                            |                                                     |
| 166 | 7月11日       | 緊急出勤!命をかけて命を守れ! 警察レスキュー                          | 村石宏實                                            | 秦泉寺博                                            | 野崎貞夫                                            |
| 166 | 7月11日       | のびて ちぢんで はずんで 翔んで! ゴム                                | 戸田博史                                            | 大城建児                                            | 野崎貞夫                                            |
| 167 | 7月18日       | 煙にまかれた出会いと別れ(再)                                         | 煙にまかれた出会いと別れ(再)                        | 煙にまかれた出会いと別れ(再)                        | 煙にまかれた出会いと別れ(再)                        |
| 167 | 7月18日       | のってけのってけ忍法水すまし(再)                                     |                                                     |                                                     |                                                     |
| 168 | 7月25日       | 車も人も快適船旅 海の上 カーフェリー                                 | 首藤剛志                                            | 藤原良二                                            | 曽我仁彦                                            |
| 169 | 8月1日        | 裸でスッキリ!魚もビックリ!昔の水泳 水着                              | 木下薫                                              | 野寺三郎                                            | 野崎貞夫                                            |
| 169 | 8月1日        | 涼しさ一番!真夏のプレゼント 冷房                                     | 鷺山京子                                            | 鈴木康彦                                            | 野崎貞夫                                            |
| 170 | 8月8日        | 熱血・熱球・甲子園!(再)                                              | 熱血・熱球・甲子園!(再)                             | 熱血・熱球・甲子園!(再)                             | 熱血・熱球・甲子園!(再)                             |
| 171 | 8月15日       | 深く静かに海中パトロール 潜水艦                                      | 久保田圭司                                          | 又野龍也                                            |                                                     |
| 171 | 8月15日       | フレー!フレー!勝負のゆくえは我らの声援 応援団                        | 鷺山京子                                            | 秦泉寺博                                            |                                                     |
| 172 | 8月22日       | 王様熱中!羊飼いの玉ころがし ゴルフ                                   | 佐藤茂                                              | まつざきはじめ                                      | 野崎貞夫                                            |
| 172 | 8月22日       | さっぱりと夏は涼しく丈夫で長持ち 洗濯                                | 佐藤茂                                              | 鈴木康彦                                            | 曽我仁彦                                            |
| 173 | 8月29日       | 霧の中 馬車がぶつかり赤信号 交通信号                                 | 鷺山京子                                            | 藤原良二                                            | 曽我仁彦                                            |
| 173 | 8月29日       | えさとられ!魚と人のちえくらべ 釣り                                   | 佐藤茂                                              | 野寺三郎                                            | 曽我仁彦                                            |
| 174 | 9月5日        | アメリカ人もびっくり!日本生まれの中国料理 ラーメン                   | 村石宏實                                            | 阿蘇大                                              | 野崎貞夫                                            |
| 174 | 9月5日        | アッチッチ やけどをしたら悪い人?! 裁判                               | 戸田博史                                            | 藤原良二                                            | 曽我仁彦                                            |
| 175 | 9月12日       | 歓迎!太陽系周遊旅行御一行様(再)                                      | 歓迎!太陽系周遊旅行御一行様(再)                     | 歓迎!太陽系周遊旅行御一行様(再)                     | 歓迎!太陽系周遊旅行御一行様(再)                     |
| 176 | 9月19日       | 塩づけ ぬかづけ カスでつけてもイカス味 つけもの                      | 木下薫                                              | 又野龍也                                            | 曽我仁彦                                            |
| 176 | 9月19日       | ニコニコ シブシブ 備えあれば憂いなし 生命保険                        | 鷺山京子                                            | 秦泉寺博                                            | 野崎貞夫                                            |
| 177 | 9月26日       | SLもおまえがいなけりゃただの鉄 鉄道レール                            | 村石宏實                                            | 野寺三郎                                            | 曽我仁彦                                            |
| 177 | 9月26日       | あれー!サンドイッチがサンドイッチを食べた?! サンドイッチ             | 首藤剛志                                            | まつざきはじめ                                      | 野崎貞夫                                            |
| 178 | 10月3日       | そんなにいそいでどこへ行く…? 鉄道のスピード記録                      | 首藤剛志                                            | 大町繁                                              |                                                     |
| 179 | 10月10日      | より速く!より高く!より強く!みんな見ててヨ! 競技場                    | 戸田博史                                            | 又野龍也                                            |                                                     |
| 179 | 10月10日      | チリも積もれば山となる 共同募金                                      | 五十嵐ひろみ                                        | 藤原良二                                            |                                                     |
| 180 | 10月17日      | 今日だけは勉強忘れて楽しい弁当 遠足                                  | 佐藤茂                                              | 野寺三郎                                            |                                                     |
| 180 | 10月17日      | 赤い十字は平和の戦士 赤十字                                          | 木下薫                                              | 秦泉寺博                                            |                                                     |
| 181 | 10月24日      | やめようけんか!話せばわかる 国際連合                                 | 首藤剛志                                            | 藤原良二                                            |                                                     |
| 181 | 10月24日      | つくるには赤青緑 色色黒もありました 絵の具                           | 佐藤茂                                              | 又野龍也                                            |                                                     |
| 182 | 10月31日      | 海をまたいだプロペラ機(再)                                           | 海をまたいだプロペラ機(再)                          | 海をまたいだプロペラ機(再)                          | 海をまたいだプロペラ機(再)                          |
| 183 | 11月7日       | スカートをはいて さっそうパトロール 婦人警官                         | 木下薫                                              | 野寺三郎                                            |                                                     |
| 183 | 11月7日       | あら不思議?!石炭たべて走れや走れ! 蒸気自動車                         | 久保田圭司                                          | 鈴木康彦                                            |                                                     |
| 184 | 11月14日      | ドラムカンにスクリューつけて海の旅 タンカー                          | 首藤剛志                                            | 藤原良二                                            |                                                     |
| 184 | 11月14日      | ハテナ?何でもすけてみえちゃうぞ? レントゲン                          | 鷺山京子                                            | 秦泉寺博                                            |                                                     |
| 185 | 11月21日      | 命を守るオレンジの戦士たち(再)                                       | 命を守るオレンジの戦士たち(再)                      | 命を守るオレンジの戦士たち(再)                      | 命を守るオレンジの戦士たち(再)                      |
| 186 | 11月28日      | そらとんだ!飛んでまわって30メートル! ライト兄弟初飛行                | 戸田博史                                            | 小湊昇                                              |                                                     |
| 186 | 11月28日      | こりゃ不思議!畑でとれたヨーグルト? 豆腐                              | 村石宏實                                            | まつざきはじめ                                      |                                                     |
| 187 | 12月5日       | それ急げ!水出せ!アワ出せ!アワくうな! 消防自動車                      | 戸田博史                                            | 鈴木康彦                                            |                                                     |
| 187 | 12月5日       | ウソー!ホント?ワイン変じて文字が出る 活字印刷                        | 鷺山京子                                            | 角谷哲生                                            |                                                     |
| 188 | 12月12日      | こちらトーキョーコンニチハ ハイハイロンドン真夜中よ グリニッジ標準時 | 首藤剛志                                            | 藤原良二                                            | 野崎貞夫                                            |
| 188 | 12月12日      | 海の底 列車も車も一直線! 海底トンネル                                | 五十嵐ひろみ                                        | 野寺三郎                                            | 野崎貞夫                                            |
| 189 | 12月19日      | クラシックカーのマラソン大会(再)                                     | クラシックカーのマラソン大会(再)                    | クラシックカーのマラソン大会(再)                    | クラシックカーのマラソン大会(再)                    |
| 189 | 12月19日      | ガラスの中のお花畑(再)                                               |                                                     |                                                     |                                                     |
| 190 | 12月26日      | オャビックリ!!舞台のすみでドレミファソ オーケストラ                  | 戸田博史                                            | 秦泉寺博                                            |                                                     |
| 190 | 12月26日      | スッパーイ!!雪男が涙を出して喜んだ みかん                            | 佐藤茂                                              | 藤原良二                                            |                                                     |
| 191 | 1982年 1月9日 | マッハ123……ジェットでひととび夢の旅 超音速旅客機                     | 木下薫                                              | 鈴木康彦                                            |                                                     |
| 191 | 1982年 1月9日 | サルもびっくり!サルまねやめて話し合い 議会                           | 首藤剛志                                            | 又野龍也                                            |                                                     |
| 192 | 1月16日       | ピッポッパッ10円入れて3分デート 公衆電話                             | 鷺山京子                                            | 野寺三郎                                            |                                                     |
| 192 | 1月16日       | 黒い紙 パリッと食べて磯の味 海苔                                     | 佐藤茂                                              | 秦泉寺博                                            |                                                     |
| 193 | 1月23日       | ももひきはいて、アンドゥトロア(再)                                   | ももひきはいて、アンドゥトロア(再)                  | ももひきはいて、アンドゥトロア(再)                  | ももひきはいて、アンドゥトロア(再)                  |
| 193 | 1月23日       | 落書きするにはこれが一番(再)                                         |                                                     |                                                     |                                                     |
| 194 | 1月30日       | 守りは固い!忍者モグタンくんも降参!! お城                             | 佐藤茂                                              | 藤原良二                                            |                                                     |
| 195 | 2月6日        | ほんとかな?飛行機に負けてなるかと海の上 船のスピード                 | 戸田博史                                            | 又野龍也                                            |                                                     |
| 195 | 2月6日        | キャー助けて!!怖いの怖いの飛んでいけ! 鬼                             | 首藤剛志                                            | 角谷哲生                                            |                                                     |
| 196 | 2月13日       | メルシーダンケでサンキューサンキュー ちんぷんかんぷんありがとう 通訳 | 戸田博史                                            | まつざきはじめ                                      |                                                     |
| 196 | 2月13日       | カワユーイ!オーコワ!昔の怪獣水の中 河童                              | 久保田圭司                                          | 藤原良二                                            |                                                     |
| 197 | 2月20日       | 荒海こえて!(再)                                                      | 荒海こえて!(再)                                     | 荒海こえて!(再)                                     | 荒海こえて!(再)                                     |
| 198 | 2月27日       | オッと危ない!人も平和もぶっとばす! ダイナマイト                      | 五十嵐ひろみ                                        | 又野龍也                                            |                                                     |
| 198 | 2月27日       | 月夜には悪魔がささやく海の中?! 人魚                                  | 首藤剛志                                            | 鈴木康彦                                            |                                                     |
| 199 | 3月6日        | 勝った!マラトンの丘をつっ走れ!(再)                                   | 勝った!マラトンの丘をつっ走れ!(再)                  | 勝った!マラトンの丘をつっ走れ!(再)                  | 勝った!マラトンの丘をつっ走れ!(再)                  |
| 199 | 3月6日        | スーパーW ポチとミケ(再)                                             |                                                     |                                                     |                                                     |
| 200 | 3月13日       | 君は信じるか!宇宙人大襲来!? UFO                                      | 首藤剛志                                            | 藤原良二                                            |                                                     |
| 201 | 3月20日       | 出発進行!のびてちぢんで安全運転 連結器                               | 村石宏實                                            | 秦泉寺博                                            |                                                     |
| 201 | 3月20日       | アッ!という間に世界を一周 地球儀                                     | 戸田博史                                            | 野寺三郎                                            |                                                     |
| 202 | 3月27日       | ズドン!飛び道具とはひきょうなり! 鉄砲                                | 久保田圭司                                          | 野寺三郎                                            |                                                     |
| 202 | 3月27日       | これを着れば一目でわかる 制服                                        | 鷺山京子                                            | 角谷哲生                                            |                                                     |
| 203 | 4月3日        | ハットリ君もびっくり!バビンチョ忍法 忍者                             | 首藤剛志                                            | 又野龍也                                            |                                                     |
| 203 | 4月3日        | よってらっしゃい!見てらっしゃい! 博覧会                              | 戸田博史                                            | 秦泉寺博                                            |                                                     |
| 204 | 4月10日       | 水の力は100万ボルト?! ダム                                           | 佐藤茂                                              | 野寺三郎                                            |                                                     |
| 204 | 4月10日       | モグタンなっとく ヒミコさんの美容食?! 納豆                           | 村石宏實                                            | 鈴木康彦                                            |                                                     |
| 205 | 4月17日       | スパークスパーク!ちぢんでのびてスピードアップ パンタグラフ           | 戸田博史                                            | 又野龍也                                            |                                                     |
| 205 | 4月17日       | モグタンのホッペも落ちるおいしいケーキ 洋菓子                        | 久保田圭司                                          | 藤原良二                                            |                                                     |
| 206 | 4月24日       | 陸蒸気!SL・EL大集合!!(再)                                            | 陸蒸気!SL・EL大集合!!(再)                           | 陸蒸気!SL・EL大集合!!(再)                           | 陸蒸気!SL・EL大集合!!(再)                           |
| 207 | 5月1日        | 花だ!五月だ!団結だ! メーデー                                         | 首藤剛志                                            | 秦泉寺博                                            |                                                     |
| 207 | 5月1日        | こりゃ便利!何でもあります売ってます!! スーパーマーケット             | 鷺山京子                                            | 角谷哲生                                            |                                                     |
| 208 | 5月8日        | こねてまわして生コン特急! ミキサー車                                 | 佐藤茂                                              | 又野龍也                                            |                                                     |
| 208 | 5月8日        | ナイススマッシュはテーブルの上で! 卓球                               | 戸田博史                                            | 鈴木康彦                                            |                                                     |
| 209 | 5月15日       | 羽根つきボールで楽しいゲーム バドミントン                            | 木下薫                                              | 野寺三郎                                            |                                                     |
| 209 | 5月15日       | カニも逃げ出す恐怖の切れ味! はさみ                                   | 村石宏實                                            | 藤原良二                                            |                                                     |
| 210 | 5月22日       | ブリザードにいどむ男たち(再)                                         | ブリザードにいどむ男たち(再)                        | ブリザードにいどむ男たち(再)                        | ブリザードにいどむ男たち(再)                        |
| 210 | 5月22日       | 遠からんものはのぞいてみろ!(再)                                      |                                                     |                                                     |                                                     |
| 211 | 5月29日       | 忍者は失業!スパイはニッコリ?! コピー                                 | 佐藤茂                                              | 秦泉寺博                                            |                                                     |
| 211 | 5月29日       | 南極・赤道 びんの中 魔法瓶                                           | 久保田圭司                                          | 鈴木康彦                                            |                                                     |
| 212 | 6月5日        | 宇宙旅行は省エネタイプで… スペースシャトル                           | 戸田博史                                            | 藤原良二                                            |                                                     |
| 212 | 6月5日        | おにぎりパクパク おかかが一番!! かつおぶし                           | 鷺山京子                                            | 野寺三郎                                            |                                                     |
| 213 | 6月12日       | お日さまニコニコ!傘をさす人エライ人?! 傘                             | 五十嵐ひろみ                                        | 又野龍也                                            |                                                     |
| 213 | 6月12日       | 姿も見せずに世界を駆ける 無線                                        | 首藤剛志                                            | 角谷哲生                                            |                                                     |
| 214 | 6月19日       | 音のカンヅメ 磁石でいかが? テープレコーダー                          | 鷺山京子                                            | 野寺三郎                                            |                                                     |
| 214 | 6月19日       | 立たされボウズ 雨にも負けず風にも負けず 電柱                         | 戸田博史                                            | 秦泉寺博                                            |                                                     |
| 215 | 6月26日       | 水に浮かんだ鉄の箱(再)                                               | 水に浮かんだ鉄の箱(再)                              | 水に浮かんだ鉄の箱(再)                              | 水に浮かんだ鉄の箱(再)                              |
| 215 | 6月26日       | 描いた笑ったしかられた(再)                                           |                                                     |                                                     |                                                     |
| 216 | 7月3日        | 船にスカート?!スピードアップ! ホバークラフト                         | 佐藤茂                                              | 野寺三郎                                            |                                                     |
| 216 | 7月3日        | サラッとさわやか 日本のジュータン 畳                                 | 戸田博史                                            | 鈴木康彦                                            |                                                     |
| 217 | 7月10日       | ウッシシシ……どうして真夜中に出てくるの? お化け                       | 首藤剛志                                            | 藤原良二                                            |                                                     |
| 218 | 7月17日       | 海の底には何がいる? 深海潜水艇                                       | 佐藤茂                                              | 角谷哲生                                            |                                                     |
| 218 | 7月17日       | のびてちぢんで暑さを計る 温度計                                      | 木下薫                                              | 又野龍也                                            |                                                     |
| 219 | 7月24日       | 王さま貴族のお手打ちスマッシュ!(再)                                  | 王さま貴族のお手打ちスマッシュ!(再)                 | 王さま貴族のお手打ちスマッシュ!(再)                 | 王さま貴族のお手打ちスマッシュ!(再)                 |
| 219 | 7月24日       | ハンブルク生まれのアメリカ育ち!(再)                                  |                                                     |                                                     |                                                     |
| 220 | 7月31日       | 空気を吸ってすっ飛ばせ! ジェットエンジン                             | 戸田博史                                            | 秦泉寺博                                            |                                                     |
| 220 | 7月31日       | 武器を持たずにコブシでエイッ! 空手                                   | 久保田圭司                                          | 野寺三郎                                            |                                                     |
| 221 | 8月7日        | 規則を守って夏を元気に! 海水浴場                                     | 久保田圭司                                          | 藤原良二                                            |                                                     |
| 221 | 8月7日        | 鼻から煙に コロンブスびっくり! タバコ                                | 佐藤茂                                              | 又野龍也                                            |                                                     |
| 222 | 8月14日       | ルール守って楽しいケンカ?! ボクシング                                | 戸田博史                                            | 鈴木康彦                                            |                                                     |
| 222 | 8月14日       | ボクの祖先に感謝の祈り… お墓                                         | 佐藤茂                                              | 角谷哲生                                            |                                                     |
| 223 | 8月21日       | 夜空に咲いた夢の花(再)                                               | 夜空に咲いた夢の花(再)                              | 夜空に咲いた夢の花(再)                              | 夜空に咲いた夢の花(再)                              |
| 223 | 8月21日       | 当たるも八卦 当たらぬも八卦(再)                                      |                                                     |                                                     |                                                     |
| 224 | 8月28日       | 甘い実すてて種をボリボリ スイカ                                      | 佐藤茂                                              | 藤原良二                                            |                                                     |
| 224 | 8月28日       | 猛毒つかって猛毒たおす 血清                                          | 村石宏實                                            | 野寺三郎                                            |                                                     |
| 225 | 9月4日        | ニュースをはこぶ平和の戦士 伝書バト                                  | 鷺山京子                                            | 秦泉寺博                                            |                                                     |
| 225 | 9月4日        | さらばケンカ あいさつニッコリ 礼儀作法                               | 木下薫                                              | 鈴木康彦                                            |                                                     |
| 226 | 9月11日       | ランドセルしょって海渡る 留学                                        | 村石宏實                                            | 角谷哲生                                            |                                                     |
| 226 | 9月11日       | 小箱の中で音楽会 オルゴール                                          | 戸田博史                                            | 又野龍也                                            |                                                     |
| 227 | 9月18日       | 猫も変身 ペンペンペン 三味線                                         | 鷺山京子                                            | 野寺三郎                                            |                                                     |
| 227 | 9月18日       | 野こえ山こえ馬をこえ トラック                                        | 花園由宇保                                          | 藤原良二                                            |                                                     |
| 228 | 9月25日       | 三日坊主 ワスレチックの体力づくり(再)                                | 三日坊主 ワスレチックの体力づくり(再)               | 三日坊主 ワスレチックの体力づくり(再)               | 三日坊主 ワスレチックの体力づくり(再)               |
| 228 | 9月25日       | なにわのきつねとさぬきのたぬき(再)                                   |                                                     |                                                     |                                                     |
| 229 | 10月2日       | オイラはみんなの用心棒 ガードマン                                    | 村石宏實                                            | 秦泉寺博                                            |                                                     |
| 229 | 10月2日       | なぜお鼻が高くてこわいの? 天狗                                       | 鷺山京子                                            | 鈴木康彦                                            |                                                     |
| 230 | 10月9日       | 海に浮かんだ飛行場 航空母艦                                          | 戸田博史                                            | 角谷哲生                                            |                                                     |
| 230 | 10月9日       | この手で勝負 グーチョキパー じゃんけん                               | 佐藤茂                                              | 又野龍也                                            |                                                     |
| 231 | 10月16日      | あっ!アダムとイブが食べちゃった… りんご                              | 村石宏實                                            | 藤原良二                                            |                                                     |
| 231 | 10月16日      | 道案内はオイラの仕事だワン 盲導犬                                    | 村石宏實                                            | 野寺三郎                                            |                                                     |
| 232 | 10月23日      | 野球やるのも命がけ(再)                                               | 野球やるのも命がけ(再)                              | 野球やるのも命がけ(再)                              | 野球やるのも命がけ(再)                              |
| 232 | 10月23日      | 海で拾った人魚の涙(再)                                               |                                                     |                                                     |                                                     |
| 233 | 10月30日      | マットにフォール ワンツースリー レスリング                           | 鷺山京子                                            | 鈴木康彦                                            |                                                     |
| 233 | 10月30日      | 首のかざりは戦士の涙 ネクタイ                                        | 村石宏實                                            | 秦泉寺博                                            |                                                     |
| 234 | 11月6日       | 針千本のーます! うそ発見器                                           | 佐藤茂                                              | 角谷哲生                                            |                                                     |
| 234 | 11月6日       | ドンドコドンでいざ出陣! 太鼓                                         | 花園由宇保                                          | 又野龍也                                            |                                                     |
| 235 | 11月13日      | 形も姿もなにもなし ゼロ                                              | 首藤剛志                                            | 藤原良二                                            |                                                     |
| 235 | 11月13日      | 勝っても負けても あー重い… 鎧兜                                      | 戸田博史                                            | 野寺三郎                                            |                                                     |
| 236 | 11月20日      | お山は晴天 綱渡りでヤッホー!(再)                                     | お山は晴天 綱渡りでヤッホー!(再)                    | お山は晴天 綱渡りでヤッホー!(再)                    | お山は晴天 綱渡りでヤッホー!(再)                    |
| 236 | 11月20日      | 一人で満員 な～に?(再)                                               |                                                     |                                                     |                                                     |
| 237 | 11月27日      | 人は右 車は左で安全安全 左側通行                                     | 村石宏實                                            | 鈴木康彦                                            |                                                     |
| 237 | 11月27日      | あーうまい!余ったお肉で保存食 ハム・ソーセージ                       | 久保田圭司                                          | 秦泉寺博                                            |                                                     |
| 238 | 12月4日       | 列車の中のおまわりさん 鉄道公安官                                    | 村石宏實                                            | 江沢聖三                                            |                                                     |
| 238 | 12月4日       | ABC DE(で) 元気モリモリ ビタミン                                     | 戸田博史                                            | 又野龍也                                            |                                                     |
| 239 | 12月11日      | 快適ドライブ 御アンナイ～! 道路標識                                  | 佐藤茂                                              | 秦泉寺博                                            |                                                     |
| 239 | 12月11日      | 12(ワンツー)パンツで清潔一バン 下着                                  | 鷺山京子                                            | 角谷哲生                                            |                                                     |
| 240 | 12月18日      | 流れ流れて行きつく先は? 下水道                                       | 村石宏實                                            | 野寺三郎                                            |                                                     |
| 240 | 12月18日      | あけましてハガキで失礼おめでとう 年賀状                              | 戸田博史                                            | 鈴木康彦                                            |                                                     |
| 241 | 12月25日      | ボクの家にも来てよサンタさん サンタクロース                          | 村石宏實                                            | 江沢聖三                                            |                                                     |
| 241 | 12月25日      | そば食えば鐘がなるなり除夜の鐘 年越しそば                            | 久保田圭司                                          | 秦泉寺博                                            |                                                     |
| 242 | 1983年 1月8日 | 三日坊主であとマンガ? 日記                                           | 佐藤茂                                              | 鈴木康彦                                            |                                                     |
| 242 | 1983年 1月8日 | いざ勝負!コロコロころがり運のつき さいころ                           | 戸田博史                                            | 又野龍也                                            |                                                     |
| 243 | 1月15日       | ヨロイをかぶったブルドーザー 戦車                                    | 首藤剛志                                            | 角谷哲生                                            |                                                     |
| 243 | 1月15日       | つけてはずしてこりゃ便利! ボタン                                     | 志村多穂                                            | 野寺三郎                                            |                                                     |
| 244 | 1月22日       | 雲の上からコンニチハ!(再)                                            | 雲の上からコンニチハ!(再)                           | 雲の上からコンニチハ!(再)                           | 雲の上からコンニチハ!(再)                           |
| 244 | 1月22日       | すべってころんで氷のダンス(再)                                       |                                                     |                                                     |                                                     |
| 245 | 1月29日       | 事件だ事件だ事件だヨー! ニュース                                     | 久保田圭司                                          | 秦泉寺博                                            |                                                     |
| 245 | 1月29日       | カミナリ坊やの貯金箱 電池                                            | 村石宏實                                            | 野寺三郎                                            |                                                     |
| 246 | 2月5日        | お家を守るヘルメット?! 瓦                                            | 戸田博史                                            | 鈴木康彦                                            |                                                     |
| 246 | 2月5日        | イタイのイタイのとんでいけー 注射                                    | 鷺山京子                                            | 又野龍也                                            |                                                     |
| 247 | 2月12日       | あっ危い!車は急には止まれない ブレーキ                               | 佐藤茂                                              | 野寺三郎                                            |                                                     |
| 247 | 2月12日       | さしみテンプラにほんばし おはし                                      | 村石宏實                                            | 江沢聖三                                            |                                                     |
| 248 | 2月19日       | ハートの中までのぞいちゃえ 解剖                                      | 五十嵐ひろみ                                        | 角谷哲生                                            |                                                     |
| 248 | 2月19日       | だんだん石段はしご段 階段                                            | 戸田博史                                            | 秦泉寺博                                            |                                                     |
| 249 | 2月26日       | ツルは千年!ペンは万年?!(再)                                          | ツルは千年!ペンは万年?!(再)                         | ツルは千年!ペンは万年?!(再)                         | ツルは千年!ペンは万年?!(再)                         |
| 249 | 2月26日       | 日本茶も海を渡れば赤いお茶(再)                                       |                                                     |                                                     |                                                     |
| 250 | 3月5日        | 坂本竜馬もゴキゲンストライク!! ボウリング                            | 佐藤茂                                              | 鈴木康彦                                            |                                                     |
| 250 | 3月5日        | 重いの軽いの目方で勝負!! はかり                                      | 平田哲                                              | 秦泉寺博                                            |                                                     |
| 251 | 3月12日       | 走れ走れ お馬よ走れ! 競馬                                            | 藤本裕子                                            | 又野龍也                                            |                                                     |
| 251 | 3月12日       | どんどん出てくる魔法の階段 エスカレーター                            | 武上純希                                            | 野寺三郎                                            |                                                     |
| 252 | 3月19日       | インド人もびっくり!辛さの秘密(再)                                    | インド人もびっくり!辛さの秘密(再)                   | インド人もびっくり!辛さの秘密(再)                   | インド人もびっくり!辛さの秘密(再)                   |
| 252 | 3月19日       | 弓もたたけばドレミファソ(再)                                         |                                                     |                                                     |                                                     |
| 253 | 3月26日       | みんなで食べればこわくない 給食                                      | 戸田博史                                            | 大西清                                              |                                                     |
| 253 | 3月26日       | お腹は満タン イザ出発!! ガソリンスタンド                             | 志村多穂                                            | 江沢聖三                                            |                                                     |
| 254 | 4月2日        | 陸蒸気 汽笛ならして文明開化 鉄道                                     | 戸田博史                                            | 鈴木康彦                                            |                                                     |
| 254 | 4月2日        | 花からとった蜂の蜜 養蜂                                              | 志村多穂                                            | 野寺三郎                                            |                                                     |
| 255 | 4月9日        | モシモシハイハイピッポッパ 電話                                      | 鷺山京子                                            | 秦泉寺博                                            |                                                     |
| 255 | 4月9日        | オカメ八目白黒合戦 囲碁                                              | 武上純希                                            | 又野龍也                                            |                                                     |
| 256 | 4月16日       | 安全に走って止まってハイ合格よ! 運転免許証                           | 武上純希                                            | 江沢聖三                                            |                                                     |
| 256 | 4月16日       | ねった魚は板の上 かまぼこ                                            | 佐藤茂                                              | 野寺三郎                                            |                                                     |
| 257 | 4月23日       | 標高8,848メートル!未知への挑戦!!(再)                                 | 標高8,848メートル!未知への挑戦!!(再)                | 標高8,848メートル!未知への挑戦!!(再)                | 標高8,848メートル!未知への挑戦!!(再)                |
| 257 | 4月23日       | 南米生まれ ヤングチックなポテトチップ(再)                            |                                                     |                                                     |                                                     |
| 258 | 4月30日       | 鳥もびっくり雲の上 飛行機                                            | 佐藤茂                                              | 野寺三郎                                            |                                                     |
| 258 | 4月30日       | コイはウキウキうわの空 こいのぼり                                    | 佐藤茂                                              | 木村一郎                                            |                                                     |
| 259 | 5月7日        | こりゃ便利!3分待たずにできあがり インスタント食品                    | 志村多穂                                            | 又野龍也                                            |                                                     |
| 259 | 5月7日        | ヤッタネエジソン 魔法のランプ! 電球                                  | 武上純希                                            | 鈴木康彦                                            |                                                     |
| 260 | 5月14日       | 国から国への安全手形 パスポート                                      | 戸田博史                                            | 野寺三郎                                            |                                                     |
| 260 | 5月14日       | すけすけビックリ!小鳥もびっくり! 板ガラス                            | 久保田圭司                                          | 秦泉寺博                                            |                                                     |
| 261 | 5月21日       | いい日旅立ち お宿はどこだ(再)                                        | いい日旅立ち お宿はどこだ(再)                       | いい日旅立ち お宿はどこだ(再)                       | いい日旅立ち お宿はどこだ(再)                       |
| 261 | 5月21日       | 完全犯罪 金魚だけが知っていた(再)                                    |                                                     |                                                     |                                                     |
| 262 | 5月28日       | あの手この手で知恵くらべ!! 釣道具                                    | 鷺山京子                                            | 野寺三郎                                            |                                                     |
| 262 | 5月28日       | 自分以外はみな… 先生                                                 | 佐藤茂                                              | 江沢聖三                                            |                                                     |
| 263 | 6月4日        | 海を渡ってショッピング 貿易                                          | 村石宏實                                            | 鈴木康彦                                            |                                                     |
| 263 | 6月4日        | 焼いてたたいてキンコンカン 製鉄                                      | 武上純希                                            | 又野龍也                                            |                                                     |
| 264 | 6月11日       | そこのけそこのけ列車がとおる 踏切                                    | 武上純希                                            | 野寺三郎                                            |                                                     |
| 264 | 6月11日       | においぷんぷん効き目もりもり ニンニク                                | 佐藤茂                                              | 秦泉寺博                                            |                                                     |
| 265 | 6月18日       | 事故だ病気だ それ急げ! 救急車                                        | 藤本裕子                                            | 野寺三郎                                            |                                                     |
| 265 | 6月18日       | 信じてください!この紙一枚 紙幣                                       | 佐藤茂                                              | 鈴木康彦                                            |                                                     |
| 266 | 6月25日       | 駆けて走って地球を回る(再)                                           | 駆けて走って地球を回る(再)                          | 駆けて走って地球を回る(再)                          | 駆けて走って地球を回る(再)                          |
| 266 | 6月25日       | おかずいらずの美容食(再)                                             |                                                     |                                                     |                                                     |
| 267 | 7月2日        | 日本で育って木づちで勝負! ゲートボール                               | 武上純希                                            | 又野龍也                                            |                                                     |
| 267 | 7月2日        | 虹のアワ食って 汚れよさようなら 石ケン                               | なか明子                                            | 木村一郎                                            |                                                     |
| 268 | 7月9日        | 真心こめた夏のたより お中元                                          | 戸田博史                                            | 野寺三郎                                            |                                                     |
| 268 | 7月9日        | プカプカパクパク夏の風物 金魚                                        | 志村多穂                                            | 江沢聖三                                            |                                                     |
| 269 | 7月16日       | 打って走って守って泣いて 野球                                        | 村石宏實                                            | 秦泉寺博                                            |                                                     |
| 269 | 7月16日       | とってとられた あなたの笑顔 写真                                     | 村石宏實                                            | 鈴木康彦                                            |                                                     |
| 270 | 7月23日       | トビウオびっくり!お風呂で勝負!! プール                               | 佐藤茂                                              | 又野龍也                                            |                                                     |
| 270 | 7月23日       | どこから来たの 神秘の魚 うなぎ                                       | 戸田博史                                            | 藤原良二                                            |                                                     |
| 271 | 7月30日       | とうなす・ナンキン・ぼうぶらどん(再)                                 | とうなす・ナンキン・ぼうぶらどん(再)                | とうなす・ナンキン・ぼうぶらどん(再)                | とうなす・ナンキン・ぼうぶらどん(再)                |
| 271 | 7月30日       | 盗んだダイヤで走るSL(再)                                             |                                                     |                                                     |                                                     |
| 272 | 8月6日        | パンがとろけてアワになる ビール                                      | 鷺山京子                                            | 野寺三郎                                            |                                                     |
| 272 | 8月6日        | ポストに入れれば一人旅 郵便                                          | 藤本裕子                                            | 鈴木康彦                                            |                                                     |
| 273 | 8月13日       | 牧場はミルクでモォー 一パイ 酪農                                     | 村石宏實                                            | 野寺三郎                                            |                                                     |
| 273 | 8月13日       | 愛の手紙は機械でポンポン タイプライター                              | 戸田博史                                            | 大西清                                              |                                                     |
| 274 | 8月20日       | 月までとどけホームラン! ナイター                                     | 武上純希                                            | 秦泉寺博                                            |                                                     |
| 274 | 8月20日       | 空にチルチル神の水 噴水                                              | 志村多穂                                            | 鈴木康彦                                            |                                                     |
| 275 | 8月27日       | あばれナマズをつかまえろ!(再)                                        | あばれナマズをつかまえろ!(再)                       | あばれナマズをつかまえろ!(再)                       | あばれナマズをつかまえろ!(再)                       |
| 275 | 8月27日       | 石ころ磨きも命がけ!(再)                                              |                                                     |                                                     |                                                     |
| 276 | 9月3日        | 3億年!!人間様はおいらの後輩 ごきぶり                                 | 首藤剛志                                            | 江沢聖三                                            |                                                     |
| 276 | 9月3日        | 全財産 指につければもう安心… 指輪                                    | 武上純希                                            | 又野龍也                                            |                                                     |
| 277 | 9月10日       | 大地をけって口笛吹いて… 自転車                                       | 久保田圭司                                          | 木村一郎                                            |                                                     |
| 277 | 9月10日       | くさい臭いは においで一吹き… 香水                                    | 鷺山京子                                            | 野寺三郎                                            |                                                     |
| 278 | 9月17日       | おサルもひと風呂 いい湯だナ! 温泉                                    | 花園由宇保                                          | 野寺三郎                                            |                                                     |
| 278 | 9月17日       | 蛍もびっくり!丈夫で長持ち けいこう灯                                 | 鷺山京子                                            | 江沢聖三                                            |                                                     |
| 279 | 9月24日       | いけにえなんてモォーたくさん(再)                                     | いけにえなんてモォーたくさん(再)                    | いけにえなんてモォーたくさん(再)                    | いけにえなんてモォーたくさん(再)                    |
| 279 | 9月24日       | 子供の国のなかまたち(再)                                             |                                                     |                                                     |                                                     |
| 280 | 10月1日       | おいらの祖先はおサルさん?! 人間                                      | 佐藤茂                                              | 大庭寿太郎                                          |                                                     |
| 281 | 10月8日       | おいらはつらいよオリの中 動物園                                      | 久保田圭司                                          | 日下部光雄                                          |                                                     |
| 281 | 10月8日       | 土をやいたらみごとな茶わん やきもの（せともの）                      | 久保田圭司                                          | 尾崎正善                                            |                                                     |
| 282 | 10月15日      | 黒い石 燃えてまっかに大変身! 石炭                                    | 志村多穂                                            | 日下部光雄                                          |                                                     |
| 282 | 10月15日      | モォーけっこう 文明開化は牛なべで 洋食                               | 菊地昭典                                            | 秦泉寺博                                            |                                                     |
| 283 | 10月22日      | 雨が降っても一二三四…! 体育館                                        | 佐藤茂                                              | 日下部光雄                                          |                                                     |
| 283 | 10月22日      | のぼり優先 発車オーライ!(再)                                         |                                                     |                                                     |                                                     |
| 284 | 10月29日      | あなたに替ってガンバリマース ロボット                                | 村石宏實                                            | 大西清                                              |                                                     |
| 284 | 10月29日      | おでこにはってポストヘバビンチョ!(再)                                |                                                     |                                                     |                                                     |
| 285 | 11月5日       | 宇宙をかけてめぐってお茶の間に テレビジョン                          | 佐藤茂                                              | 大庭寿太郎                                          |                                                     |
| 285 | 11月5日       | チチンプイプイ直るかな 医者                                          | 戸田博史                                            | 鈴木康彦                                            |                                                     |
| 286 | 11月12日      | 火事だ水まけ そら壊せ! 消防                                          | 武上純希                                            | 秦泉寺博                                            |                                                     |
| 286 | 11月12日      | 醤はオイラの先祖ジャン!(再)                                          |                                                     |                                                     |                                                     |
| 287 | 11月19日      | 楽しい給食、じっとがまんの…?! 学校                                   | 戸田博史                                            | 日下部光雄                                          |                                                     |
| 287 | 11月19日      | 感度良好エンジン快調!(再)                                            |                                                     |                                                     |                                                     |
| 288 | 11月26日      | こりゃ不思議!写真が動いた飛び出した! 映画                            | 村石宏實                                            | 日下部光雄                                          |                                                     |
| 288 | 11月26日      | へのへのもへじは誰の顔(再)                                           |                                                     |                                                     |                                                     |
| 289 | 12月3日       | 尻に火がつきゃ宇宙の旅へ ロケット                                    | 藤本裕子                                            | 日下部光雄                                          |                                                     |
| 289 | 12月3日       | モグタン・八戒のトンだ対決(再)                                       |                                                     |                                                     |                                                     |
| 290 | 12月10日      | 野を越え山を越えコンニチハ 水道                                      | 河合泰子                                            | 野寺三郎                                            |                                                     |
| 290 | 12月10日      | 生兵法はケガのもと(再)                                               |                                                     |                                                     |                                                     |
| 291 | 12月17日      | チンチンチンで出発進行 路面電車                                      | 菊地昭典                                            | 上條修                                              |                                                     |
| 291 | 12月17日      | タネもシカケもございます(再)                                         |                                                     |                                                     |                                                     |
| 292 | 12月24日      | もういくつねるとお正月… カレンダー                                   | 志村多穂                                            | 又野龍也                                            |                                                     |
| 292 | 12月24日      | ルール違反がそのままルール ラグビー                                  | 鷺山京子                                            | 尾崎正善                                            |                                                     |
| 293 | 1984年 1月7日 | おとなにとられた子供のおもちゃ パチンコ                              | 村石宏實                                            | 江沢聖三                                            |                                                     |
| 293 | 1984年 1月7日 | 犬も歩けば花よりだんご(再)                                           |                                                     |                                                     |                                                     |
| 294 | 1月14日       | こりゃ不思議 箱の中からコンニチハ ラジオ                             | なか明子                                            | 日下部光雄                                          |                                                     |
| 294 | 1月14日       | 身長四尺五寸ハイ合格ヨ!(再)                                          |                                                     |                                                     |                                                     |
| 295 | 1月21日       | ちょんまげ頭にネクタイしめて 洋服                                    | 佐藤茂                                              | 鈴木康彦                                            |                                                     |
| 295 | 1月21日       | またがってぶらさがり 一本道をまっしぐら(再)                          |                                                     |                                                     |                                                     |
| 296 | 1月28日       | お馬も大好き栄養満点! ニンジン                                       | 久保田圭司                                          | 上條修                                              |                                                     |
| 296 | 1月28日       | 汽笛鳴らして発車オーライ(再)                                         |                                                     |                                                     |                                                     |
| 297 | 2月4日        | ただちに答える天才坊や コンピューター                                | 佐藤茂                                              | 尾崎正善                                            |                                                     |
| 297 | 2月4日        | 女だって負けないワ!(再)                                              |                                                     |                                                     |                                                     |
| 298 | 2月11日       | 毒イモも工夫ひとつで美容食 こんにゃく                                | 村石宏實                                            | 日下部光雄                                          |                                                     |
| 298 | 2月11日       | ピッポッパッ10円入れて3分デート(再)                                  |                                                     |                                                     |                                                     |
| 299 | 2月18日       | モグラに負けるな 地下にもぐった電車 地下鉄                           | 戸田博史                                            | 日下部光雄                                          |                                                     |
| 299 | 2月18日       | 命まもります波の花(再)                                               |                                                     |                                                     |                                                     |
| 300 | 2月25日       | 貝で買います 買い物じょうず お金                                     | 村石宏實                                            | 又野龍也                                            |                                                     |
| 300 | 2月25日       | 黒い紙 パリッと食べて磯の味(再)                                      |                                                     |                                                     |                                                     |
| 301 | 3月3日        | 事件だ!ニュースだ!特ダネだ! 新聞                                     | 武上純希                                            | 秦泉寺博                                            |                                                     |
| 301 | 3月3日        | モグタン、白酒のんで二日酔い(再)                                     |                                                     |                                                     |                                                     |
| 302 | 3月10日       | 燃えてみせればこりゃ便利 ガス                                        | 志村多穂                                            | 江沢聖三                                            |                                                     |
| 302 | 3月10日       | ヤギさんのお弁当(再)                                                 |                                                     |                                                     |                                                     |
| 303 | 3月17日       | 海の外 住めば都か天国か 海外移住                                     | 藤本裕子                                            | 尾崎正善                                            |                                                     |
| 303 | 3月17日       | お内裏さまはキューピーさん(再)                                       |                                                     |                                                     |                                                     |
| 304 | 3月24日       | 風船フワフワ 空の旅 気球                                             | 村石宏實                                            | 野寺三郎                                            |                                                     |
| 304 | 3月24日       | なんでもくっつく鉄ちゃんやーい 磁石                                  | 村石宏實                                            | 野寺三郎                                            |                                                     |
| 305 | 3月31日       | 染めてみせればマムシもビックリ! 染物                                 | 久保田圭司                                          | 鈴木康彦                                            |                                                     |
| 305 | 3月31日       | 山こえ野こえ鉄の道(再)                                               |                                                     |                                                     |                                                     |

## 商品

### 単行本
国際情報社により、単行本（全60巻）が発売された。

### モグタン原寸大パペット
放送開始から29年を経た2007年になって、メガハウスから番組撮影時のプロップを基に忠実に再現した原寸大サイズのモグタンのぬいぐるみ（パペット）が「master scale series file01 『まんがはじめて物語』1/1モグタン」として発売された。限定生産のため、2007年8月時点で既に完売している。

## その他

### キャラクターランキング
2007年5月22日から23日にかけてgooリサーチで「好きな子ども向け番組のキャラクター」のアンケートを実施したところ、この番組のモグタンが12位にランクインした。なお、民放番組のキャラクターでランクインしたのは他に、1位のガチャピンと4位のムックのみで、殆どがNHK教育テレビの番組のキャラクターで占められた。